# 澳門巴士

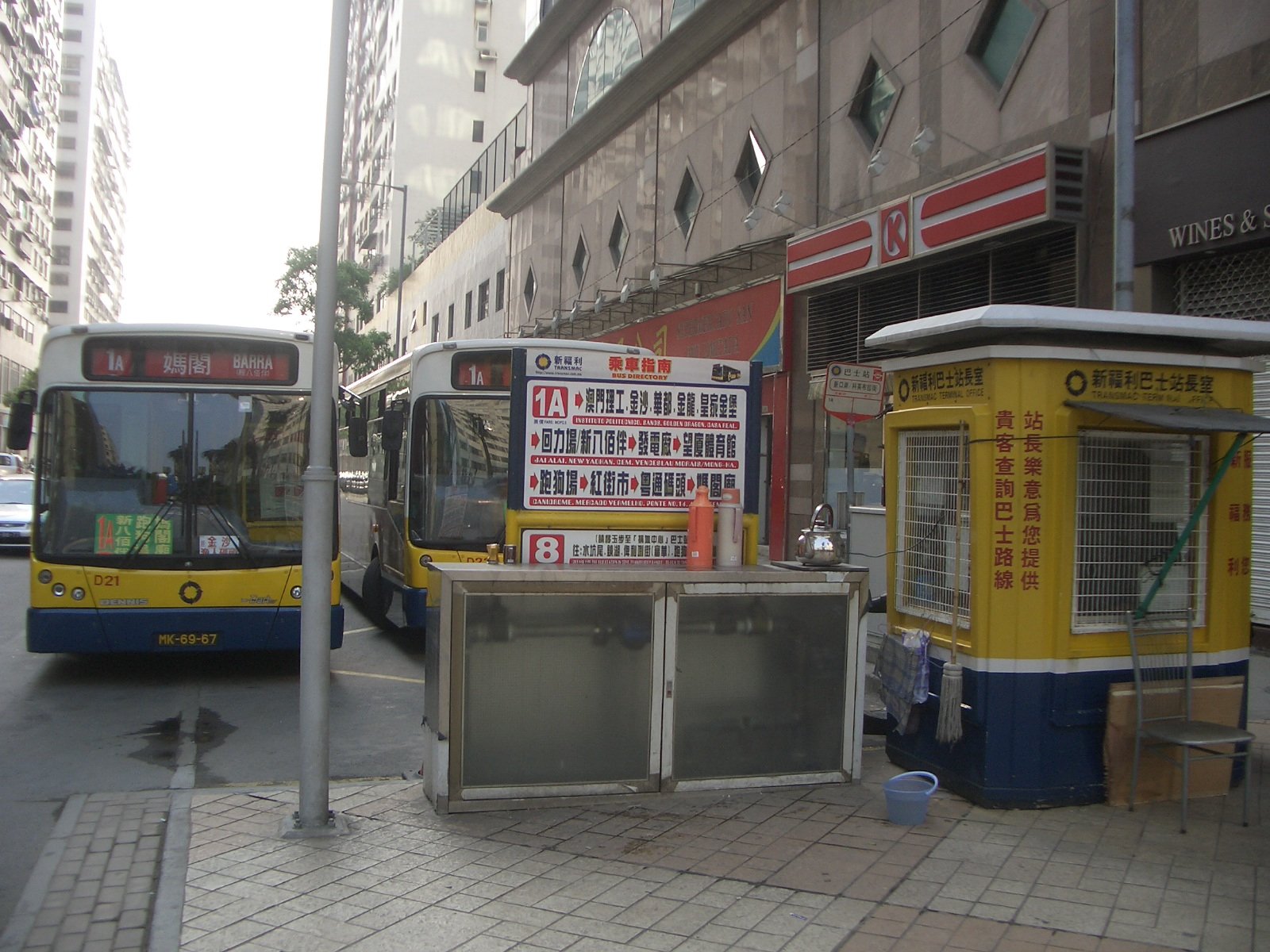
新福利1A路線位於皇朝的巴士總站

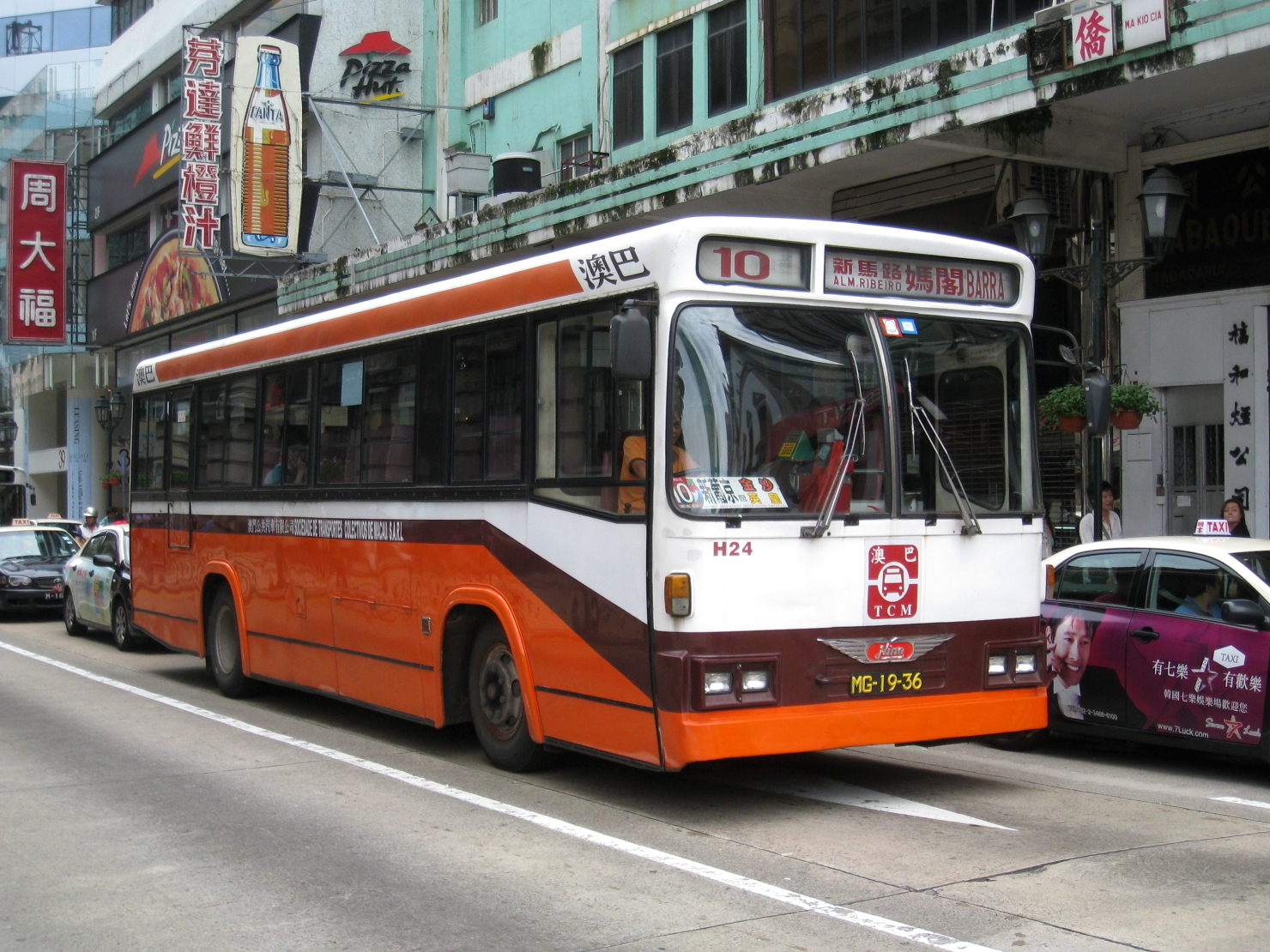
澳巴舊款大巴，現已退役

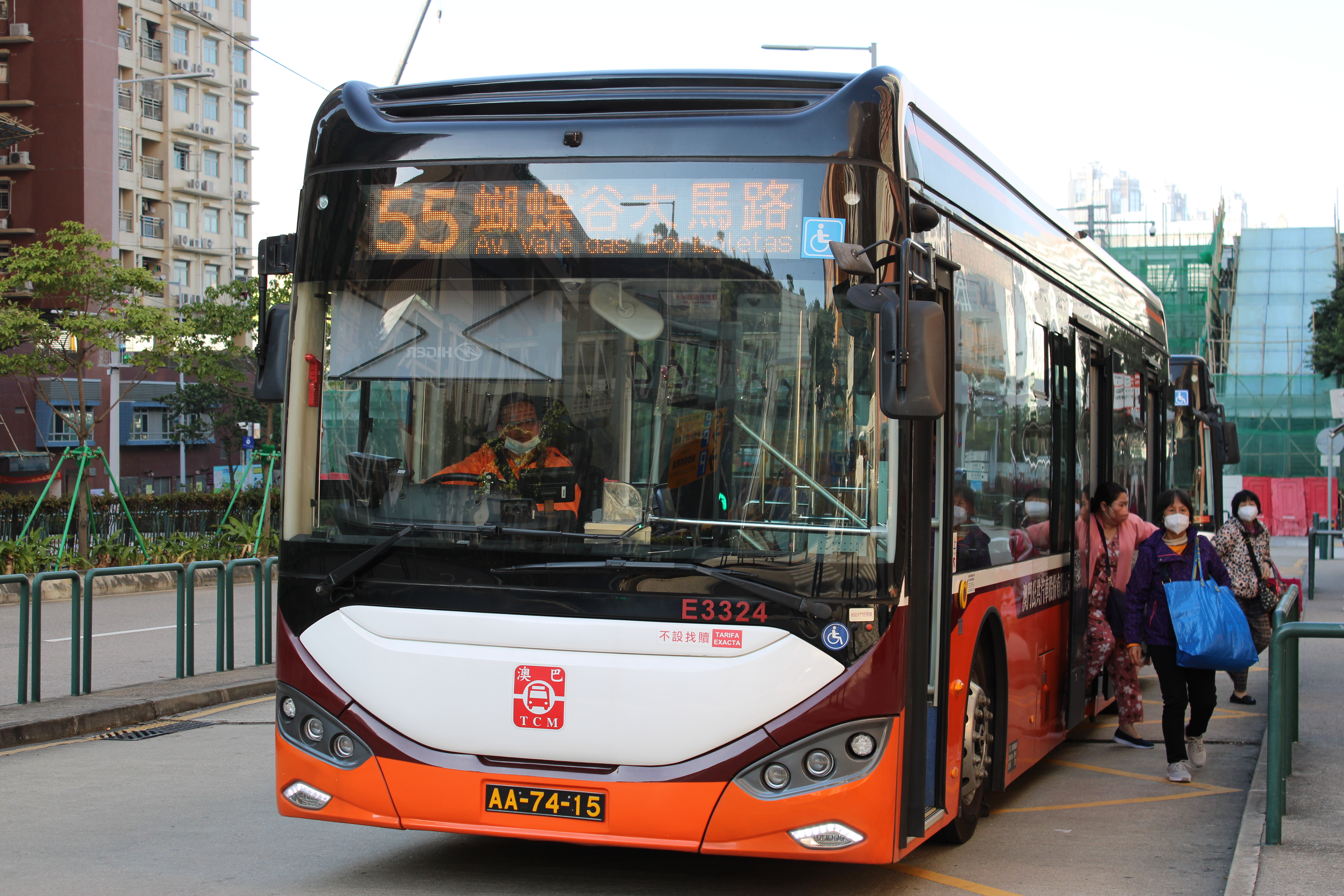
澳巴蘇州金龍KLQ6116GHEV

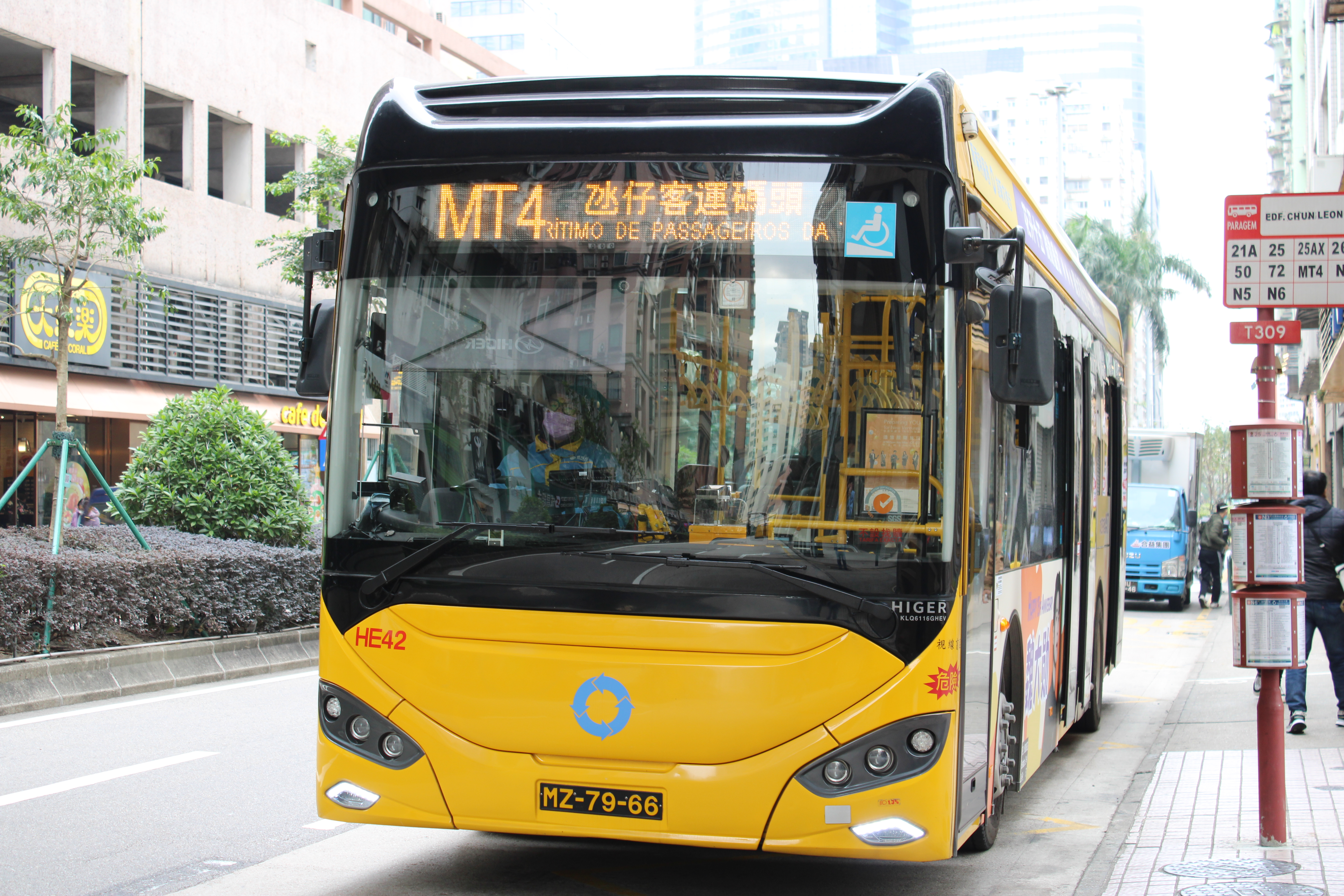
新福利蘇州金龍KLQ6116GHEV

澳門巴士是澳門最主要的公共運輸工具，是目前澳門每日載客量最多的公共運輸系統，每日載客接近55萬人次。

## 現況
澳門的巴士服務，大致可分為12種：公共巴士、旅遊巴士、員工巴士、屋邨巴士、學校巴士、穿梭巴士、復康巴士、機場接駁巴士、機場擺渡巴士、跨境穿梭巴士、跨境通勤巴士及跨境直通巴士。

### 公共巴士
截至2023年8月，澳門有兩間公司私營公共巴士服務，營運路線100條（15條特别路線、6條夜間路線）。還有四條是由澳巴及新福利聯營的61、103X、701X和701XS路線。
澳門公共汽車股份有限公司（澳巴）
是澳門目前經營路線最多，車隊最大的巴士公司，營運59條路線，每天服務近31萬乘客。
澳門新福利公共汽車有限公司（新福利）
營運36條路線，每天服務近24萬乘客。該公司為澳門首間、且唯一一間獲ISO優質管理認證之巴士公司。
澳門專營巴士路線按照政府規定之固定路線、服務時間及班距提供服務。所有巴士設有空調、一人操作，營運者受交通事務局監管。巴士實行劃一票價，不論里程，現金票價均為澳門幣6元，大小同價，而身高不足一米則免費。收費模式均為上車收費，上車時必須繳付車費。所有巴士均接受澳門通、交通聯合全國通卡、支付寶／微信支付搭車碼（中國大陸或香港）及銀聯雲閃付乘車碼付款；使用澳門通卡或聚易用＋乘車碼方可享受公交車資優惠及轉乘優惠。

### 旅遊巴士

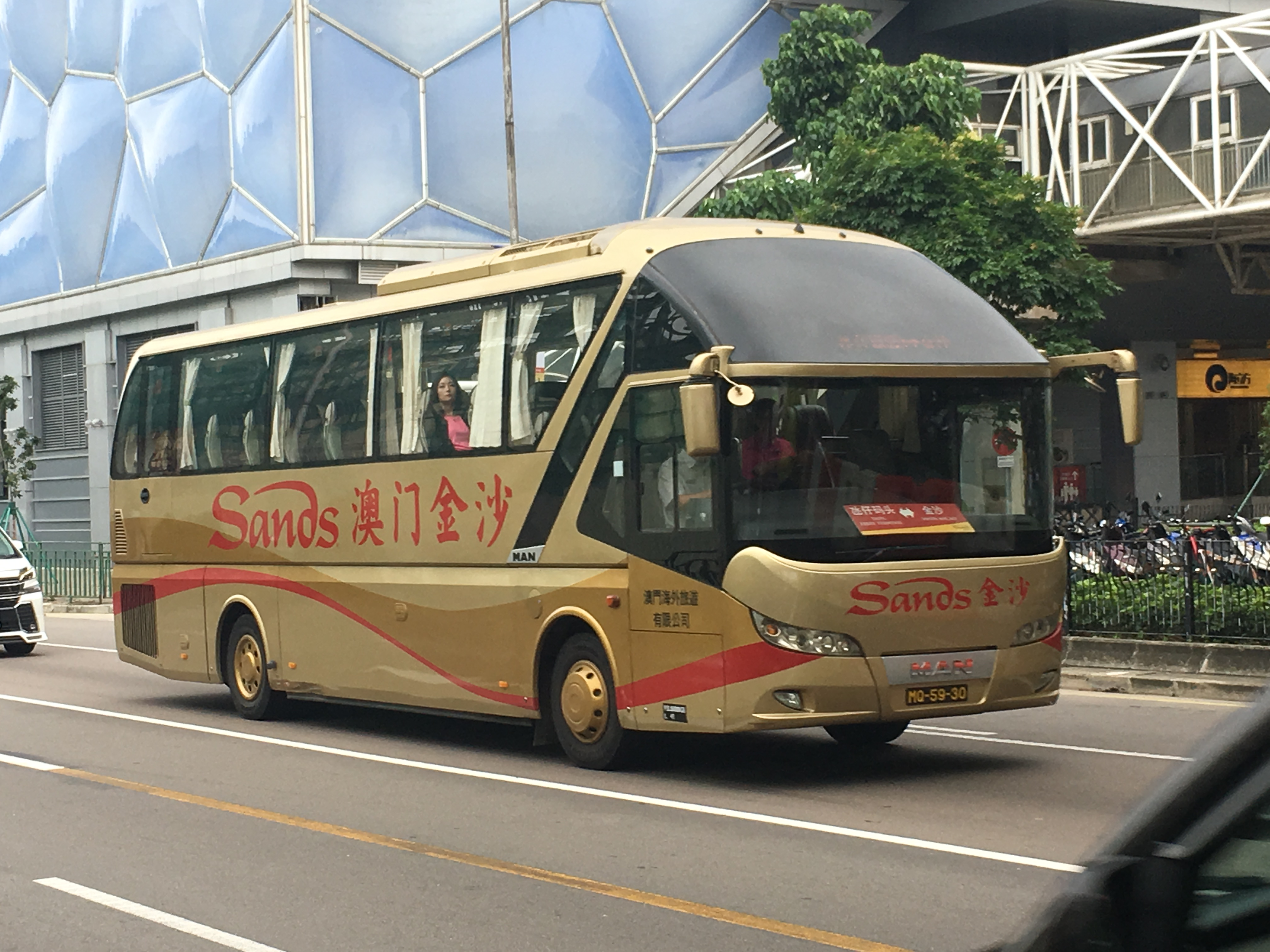
金沙為首間使用發財巴的賭場

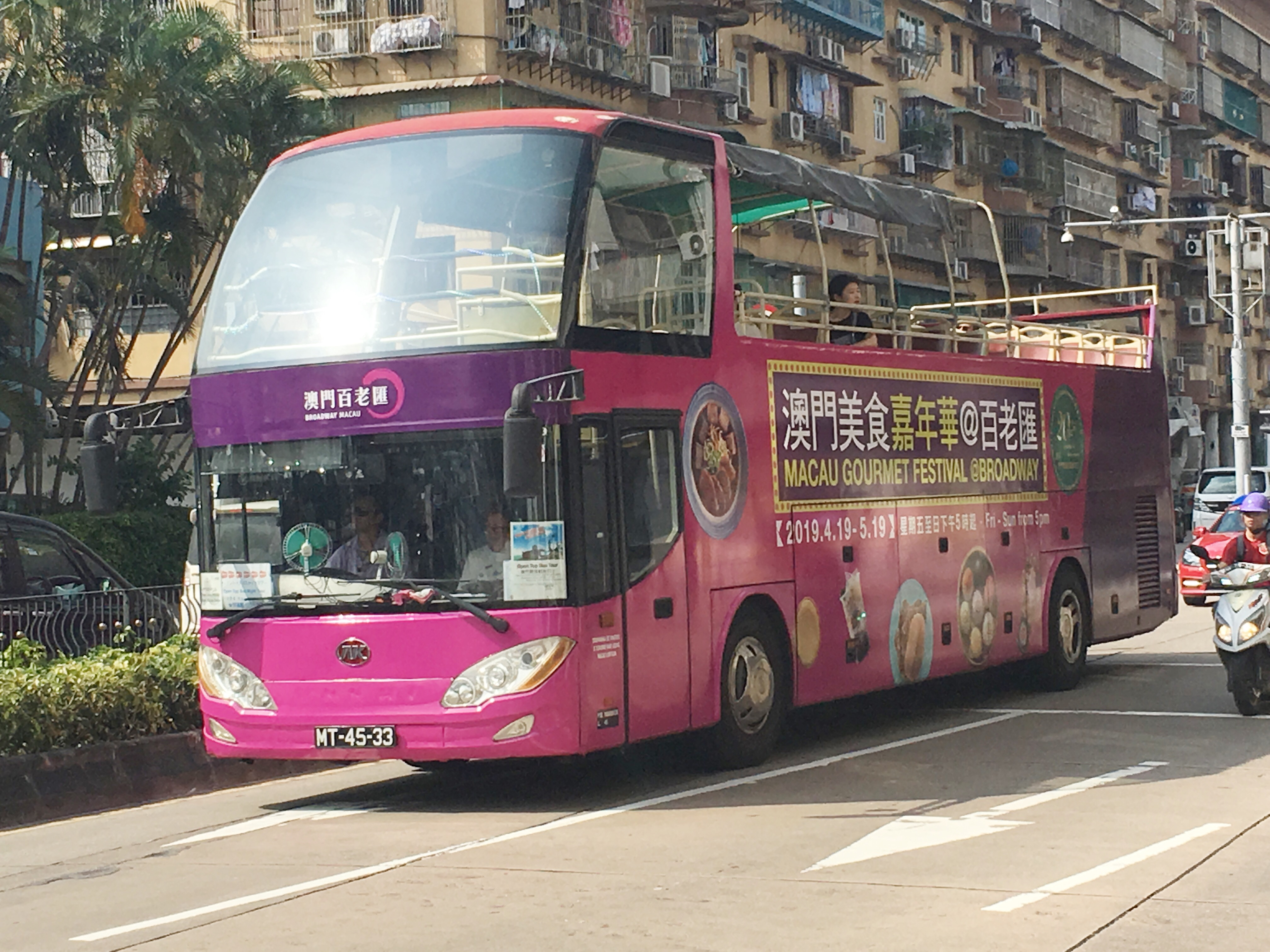
澳門開篷巴士

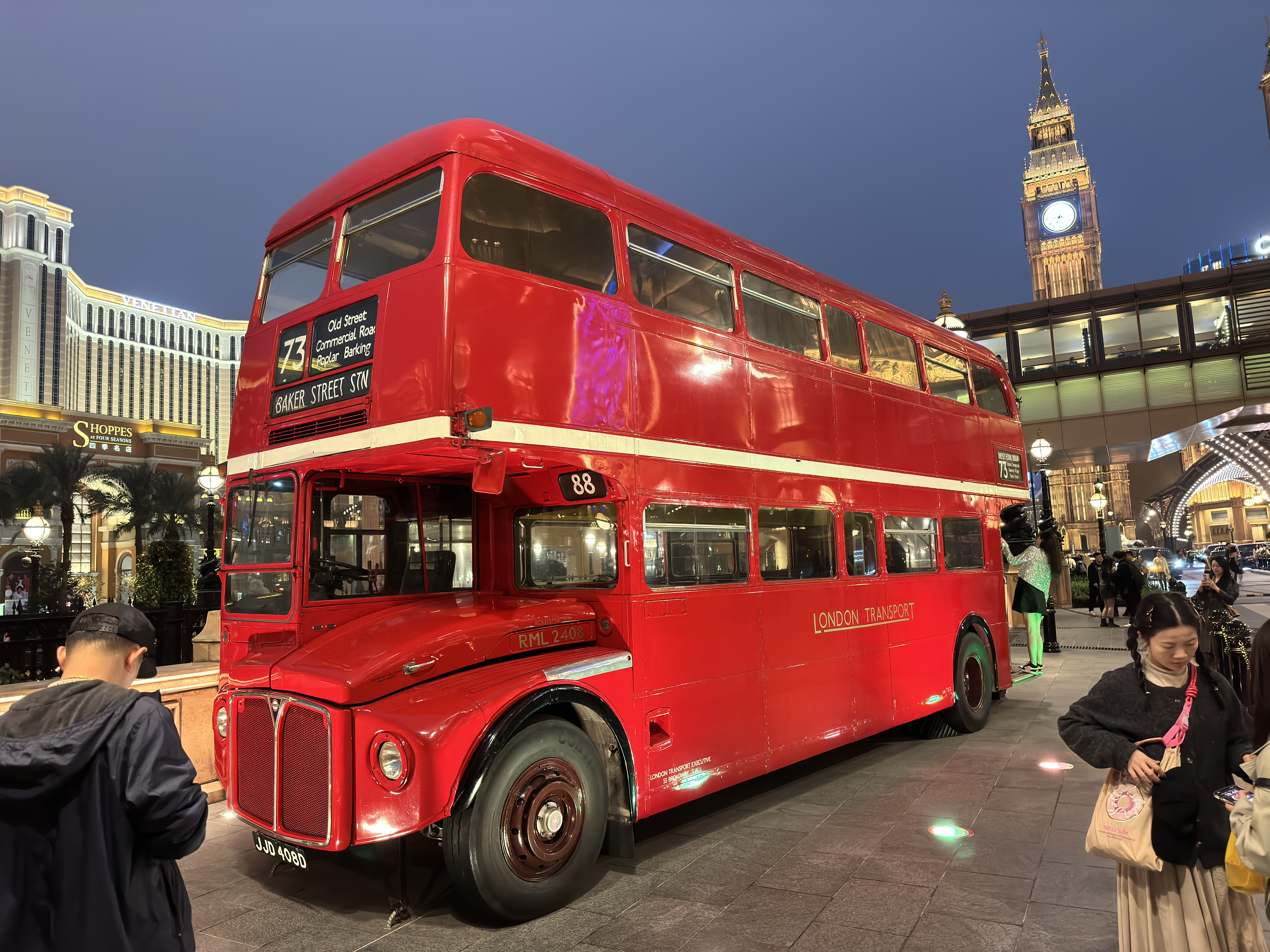
僅靜態展示的雙層巴士

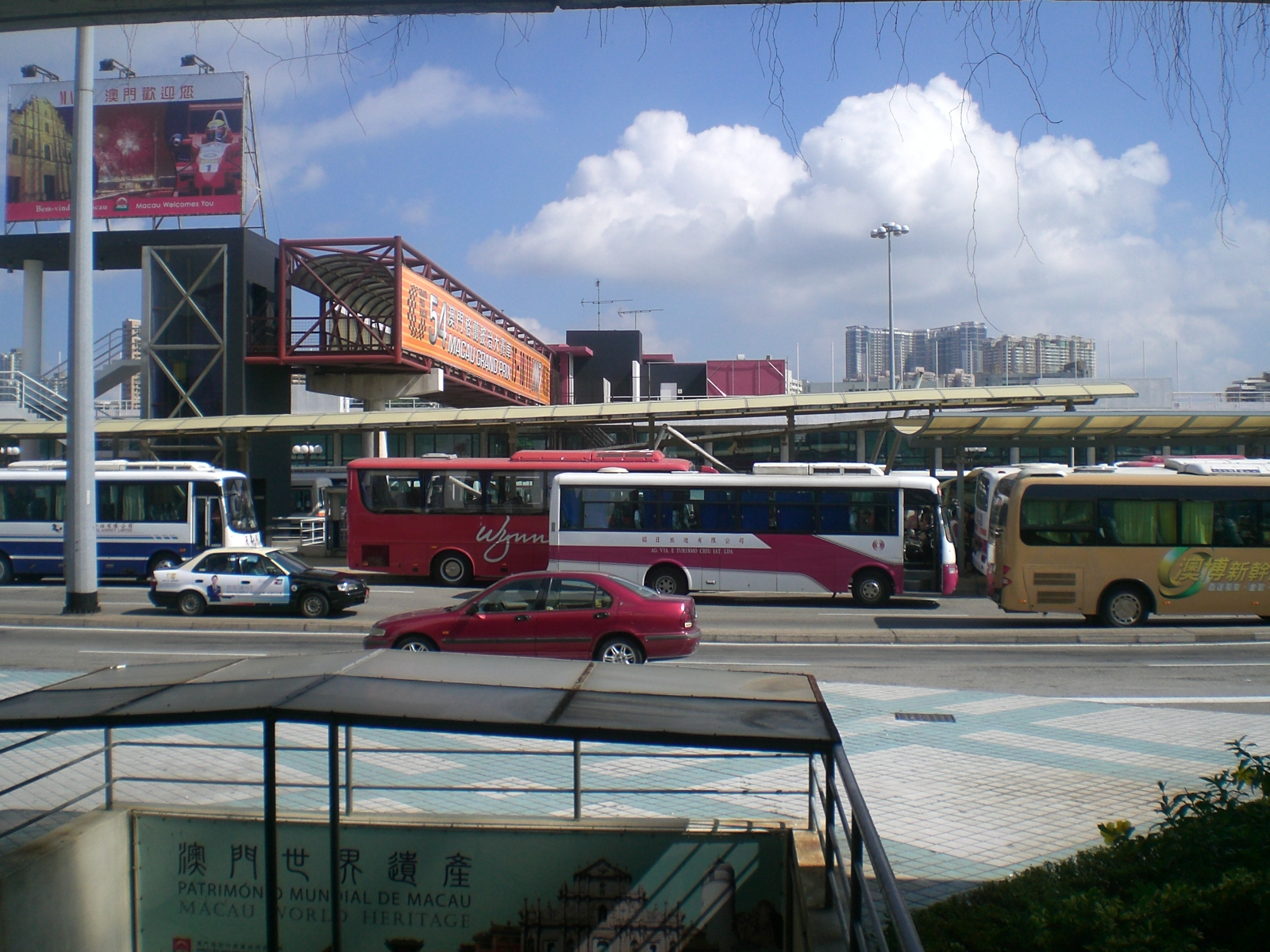
圖左的韓國製造的巴士均以左軚設計

賭場專線巴士服務
由澳門各大酒店、娛樂場提供，免費接載居民及遊客往來各口岸及酒店、娛樂場，俗稱發財巴。直至2010年，提供此服務的酒店、娛樂場達30間，大部份都提供由其酒店或娛樂場至關閘、外港客運碼頭或集團屬下酒店或娛樂場的專線巴士服務。其中新濠天地的服務路線最多，其提供往返關閘、外港客運碼頭、內港客運碼頭、氹仔客運碼頭、橫琴口岸、澳門旅遊塔、南灣 (英皇娛樂酒店)、澳門美高梅、威尼斯人、氹仔市區等10條路線的服務。
論區行賞巴士精華遊
由旅遊局聯同錦錀旅行社聯合提供，由2015年8月1日起投入行駛三條論區行賞A/B/C路線，其後在2015年10月19日重組為半島線及路氹線，車上提供導賞員，收費為100元（長者及小童50元），2015年12月底不再行駛三條論區行賞A/B/C路線。
開蓬巴士
由金亮及明仁旅行社提供，行駛澳門至離島的錯層開篷巴士路線，收費大約150元。（由2020年2月起停駛，改為心出發遊澳門或澳人食住遊海陸空本地遊路線中行駛）
旅行社巴士
由各大旅行社提供，一般只接載旅行團。亦有部份旅行社巴士被租賃作員工巴士，車隊中韓國製造及部分中國製造的巴士屬於左軚巴士。

### 員工巴士

#### 賭場員工巴士
由澳門各大酒店、娛樂場提供，免費接載員工往來居民區及娛樂場。現時由澳巴、新福利及各間旅行社經營。
員工車路線編碼規律︰（_ 為數字）
| 路線編碼     | 代表                                               |
| ------------ | -------------------------------------------------- |
| A_           | 新濠鋒                                             |
| CCT_         | 華都娛樂場的城市娛樂會颱風員工巴士                 |
| G_           | 上葡京                                             |
| GM_          | 澳門銀河                                           |
| LIS_         | 澳門葡京人                                         |
| M_           | 澳門威尼斯人                                       |
| MM_          | 澳門美高梅通宵巴士（紅／藍線）                     |
| MC_          | 美獅美高梅                                         |
| M_C          | 澳門威尼斯人及澳門倫敦人聯營                       |
| M_S          | 澳門倫敦人                                         |
| M_P          | 澳門巴黎人                                         |
| MIX          | 澳門巴黎人、澳門威尼斯人及澳門倫敦人聯營           |
| N_           | 澳門威尼斯人、澳門倫敦人及澳門巴黎人聯營之通宵巴士 |
| N_C          | 澳門倫敦人通宵巴士                                 |
| NG_          | 上葡京通宵巴士                                     |
| P_           | 永利皇宮                                           |
| NP_          | 永利皇宮通宵巴士                                   |
| Q_           | 新濠影匯                                           |
| R_           | 新濠天地                                           |
| QR_          | 新濠影匯、新濠天地、新濠鋒                         |
| S_           | 澳門金沙                                           |
| SW_          | 永利澳門往返離島                                   |
| WM_          | 永利澳門往返澳門                                   |
| 員工車澳門線 | 永利澳門往返澳門                                   |
| 員工車離島線 | 永利澳門往返氹仔及路線                             |

#### 一般員工巴士
政府部門或私人企業為員工提供上、下班接送車服務，部分政府部門的巴士更會用作接送囚犯。
- 新福利營運銀河賭場員工巴士
- 新福利營運永利皇宮賭場員工巴士
- 澳巴營運巴黎人賭場員工巴士
- 澳巴機場專車
- 新濠影匯員工巴士
- 治安警察局巴士用作員工或囚犯接送服務

### 屋邨巴士
為各大型屋邨所提供的巴士服務。

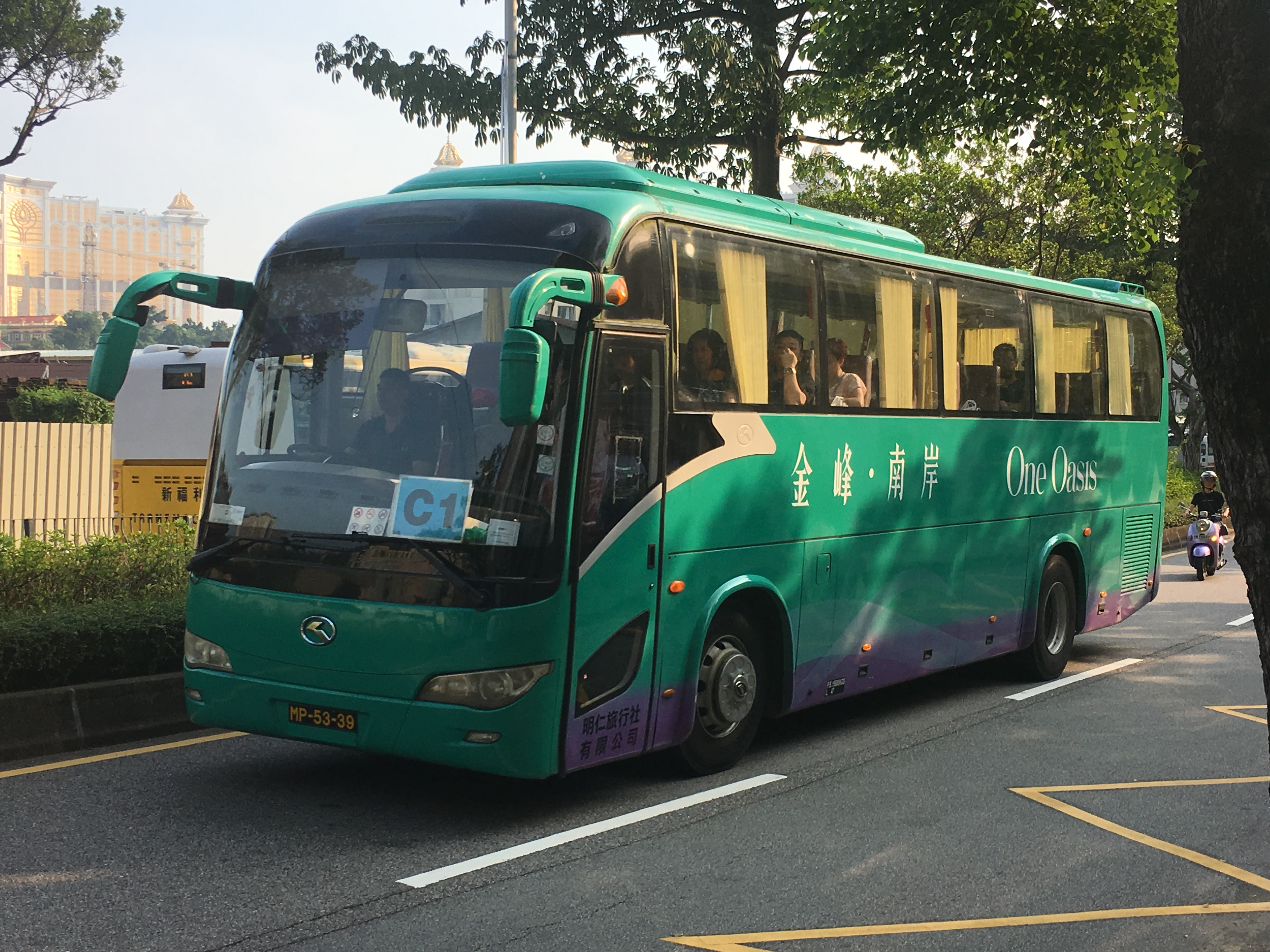
金峰南岸屋邨巴士

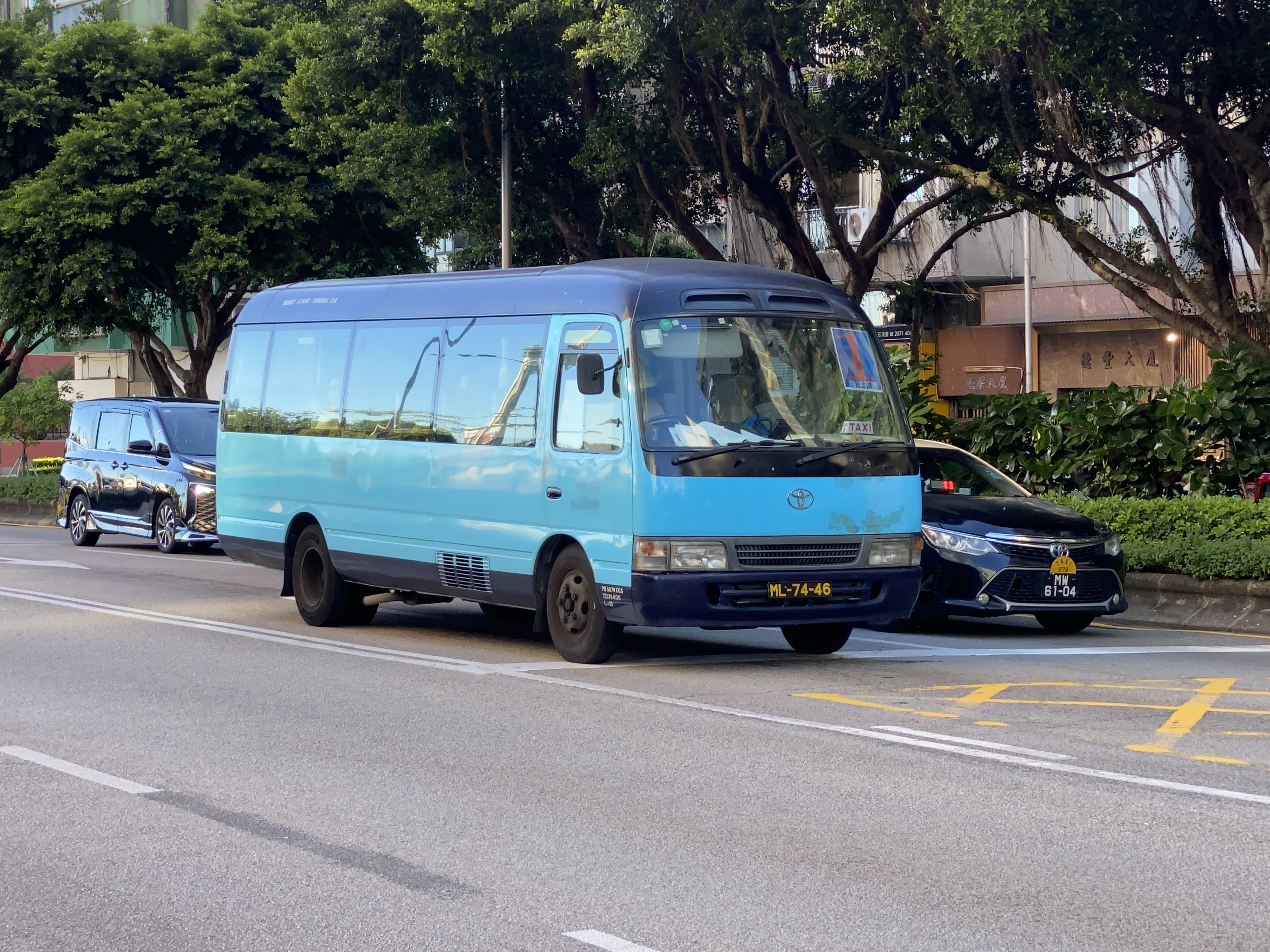
海洋花園屋邨巴士

- 海洋花園：共設有六條路線，分別往返南灣至海洋花園。
  - 1路線︰南灣至海洋花園／桂苑
  - 2路線︰南灣至海洋花園／玫瑰苑
  - 3路線︰南灣至海洋花園／紫鵑苑
  - 4路線︰南灣至海洋花園／玉蘭苑
  - 5路線︰南灣至海洋花園慧／馥／松／柏苑專車

- 金峰南岸

M1、M2線︰往返澳門黑沙環／南灣至金峰南岸。
T1、T2、C1線︰往返氹仔至金峰南岸。
- 大潭山一號

A線︰往返南灣至大潭山一號。
B線︰往返氹仔市區至大潭山一號。

### 學校巴士

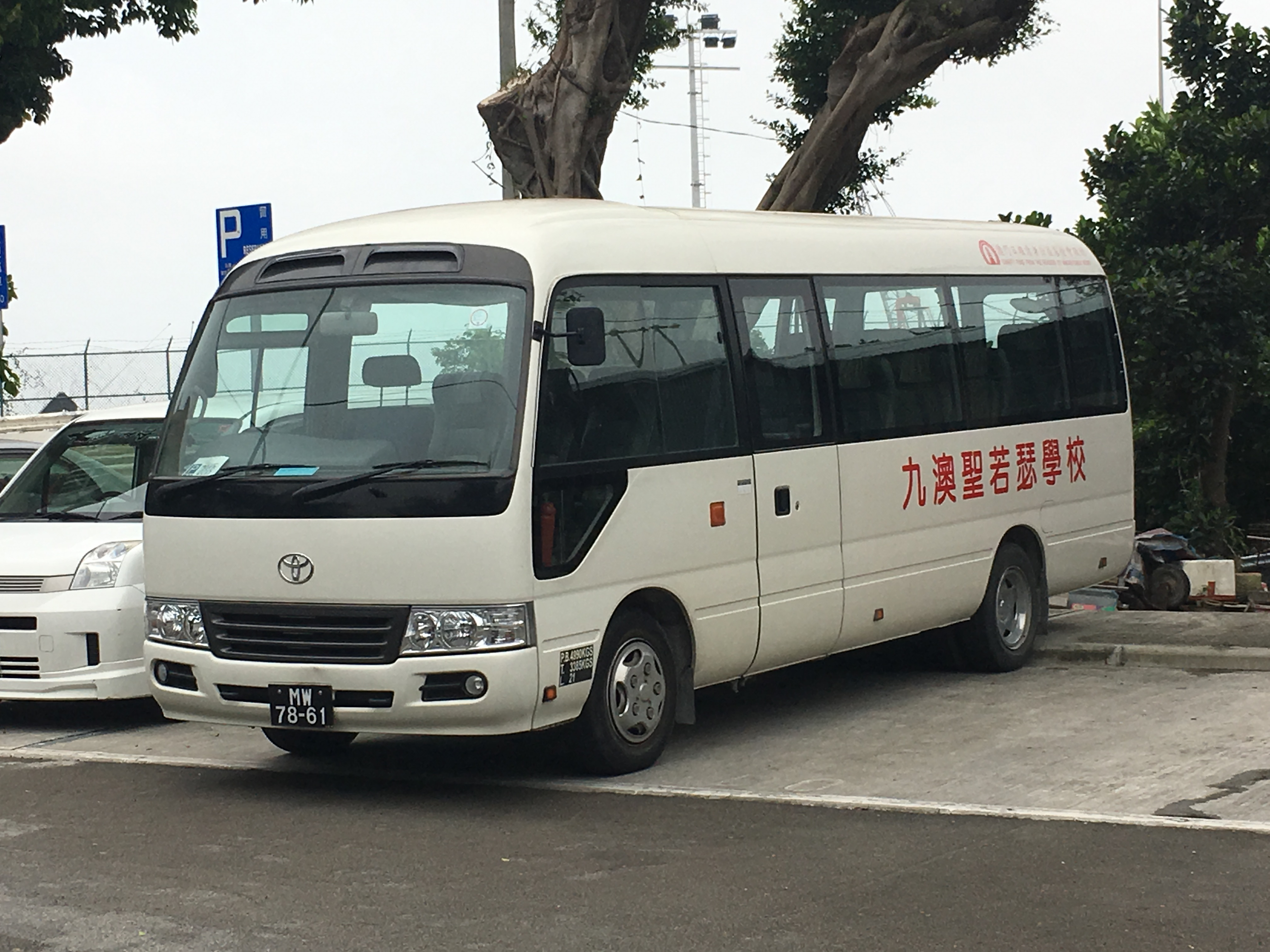
九澳聖若瑟學校校巴

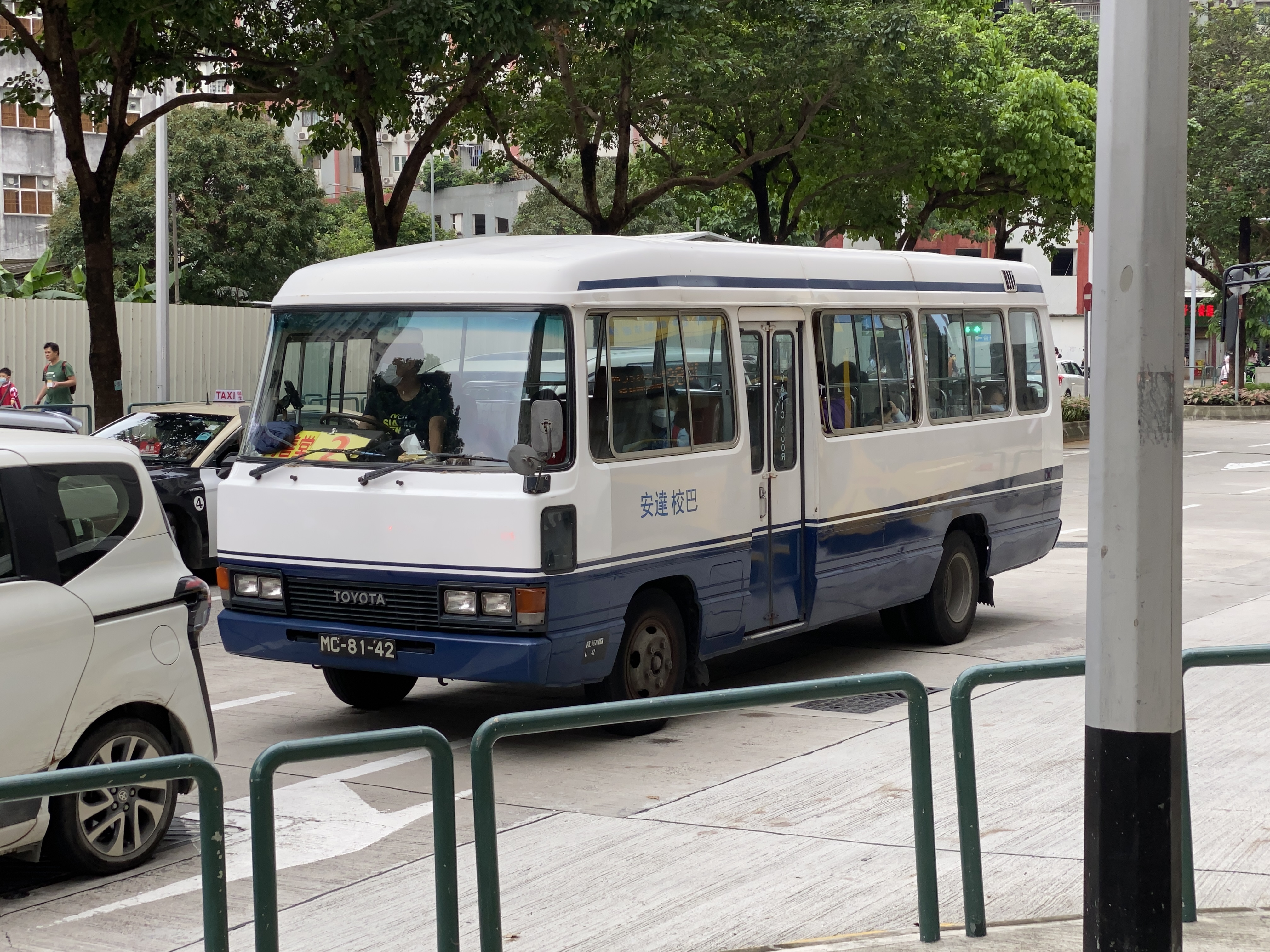
同善堂學校外判安達校巴提供接送服務

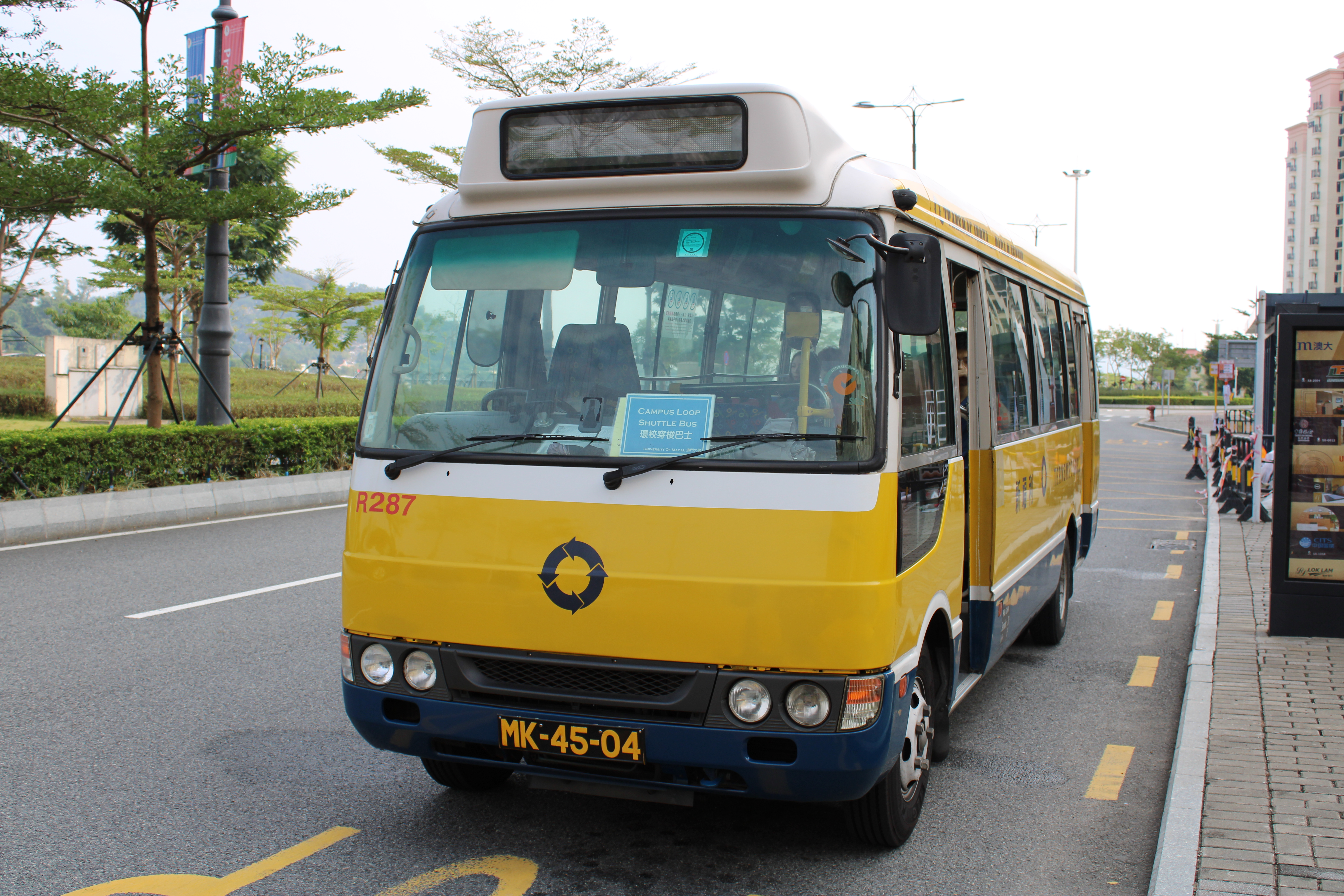
澳大環校穿梭巴士線

幼稚園、小學校巴
由校方或校方委托校巴公司，為各間幼稚園、小學提供付有車費的學生上學、放學之巴士服務，車上配有保姆。
澳門大學穿梭巴士線
校方直接提供提供環校穿梭巴士線服務，班次固定，僅接載學生及教職員。校方另設有教職員專車。
2018年之前，澳門大學曾自行開設往返氹仔的夜間巴士路線，現由夜間巴士N6路線代替。
校方專用巴士
部分學校設有非固定服務專用巴士，當學校有活動或接送外國學生首次來校的巴士服務。

### 穿梭巴士
由政府或大會提供的免費穿梭巴士︰
| 路線                         | 行駛時間或營運主辦商                                                               |
| ---------------------------- | ---------------------------------------------------------------------------------- |
| 威尼斯人免費穿梭巴士線       | 每年的MIF、MIFEC、車展、電腦展等等提供服務                                         |
| 漁人碼頭免費穿梭巴士線       | 每年的粵澳名優、電腦展等等提供服務                                                 |
| 美食節免費穿梭巴士線         | 每年的美食節提供服務                                                               |
| 大賽車免費穿梭巴士線         | 每年的大賽車向傳媒及沿線居民提供服務                                               |
| 澳門蛋免費穿梭巴士線         | 每年五·一及十·一由體育發展局舉辦的演唱會或其它活動提供服務                         |
| 黑沙海灘免費穿梭巴士線       | 每年五·一由市政署舉辦的沙灘演唱會提供服務                                          |
| 花車巡遊免費穿梭巴士線       | 每年的年初三提供服務                                                               |
| 石排灣郊野公園免費穿梭巴士線 | 每年的動物日及媽祖文化村有活動舉辦時提供服務                                       |
| 市政署郊遊的穿梭巴士線       | 市政署不定期舉辦氹仔、路氹及路環爬山、濕地及導賞活動，每次收取五元，長者及小童免費 |
| 媽祖文化村穿梭巴士線         | 由媽祖文化基金會提供免費返往石排灣郊野公園至媽祖文化村                             |
| L1 輕軌免費接駁巴士線        | 只於澳門輕軌發生故障時開行，往返氹仔碼頭至海洋站（暫時）                           |

### 復康巴士

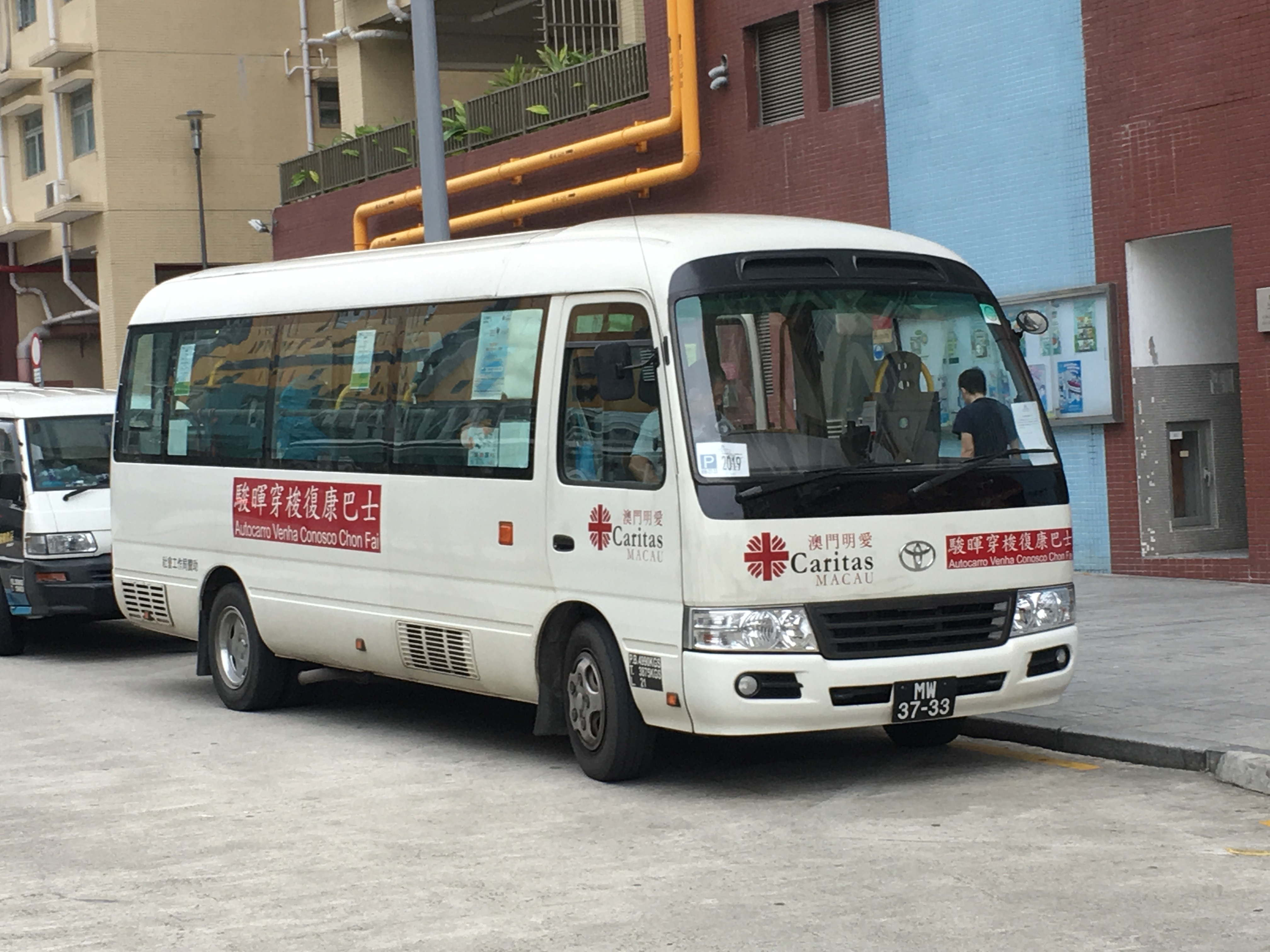
澳門明愛復康巴士

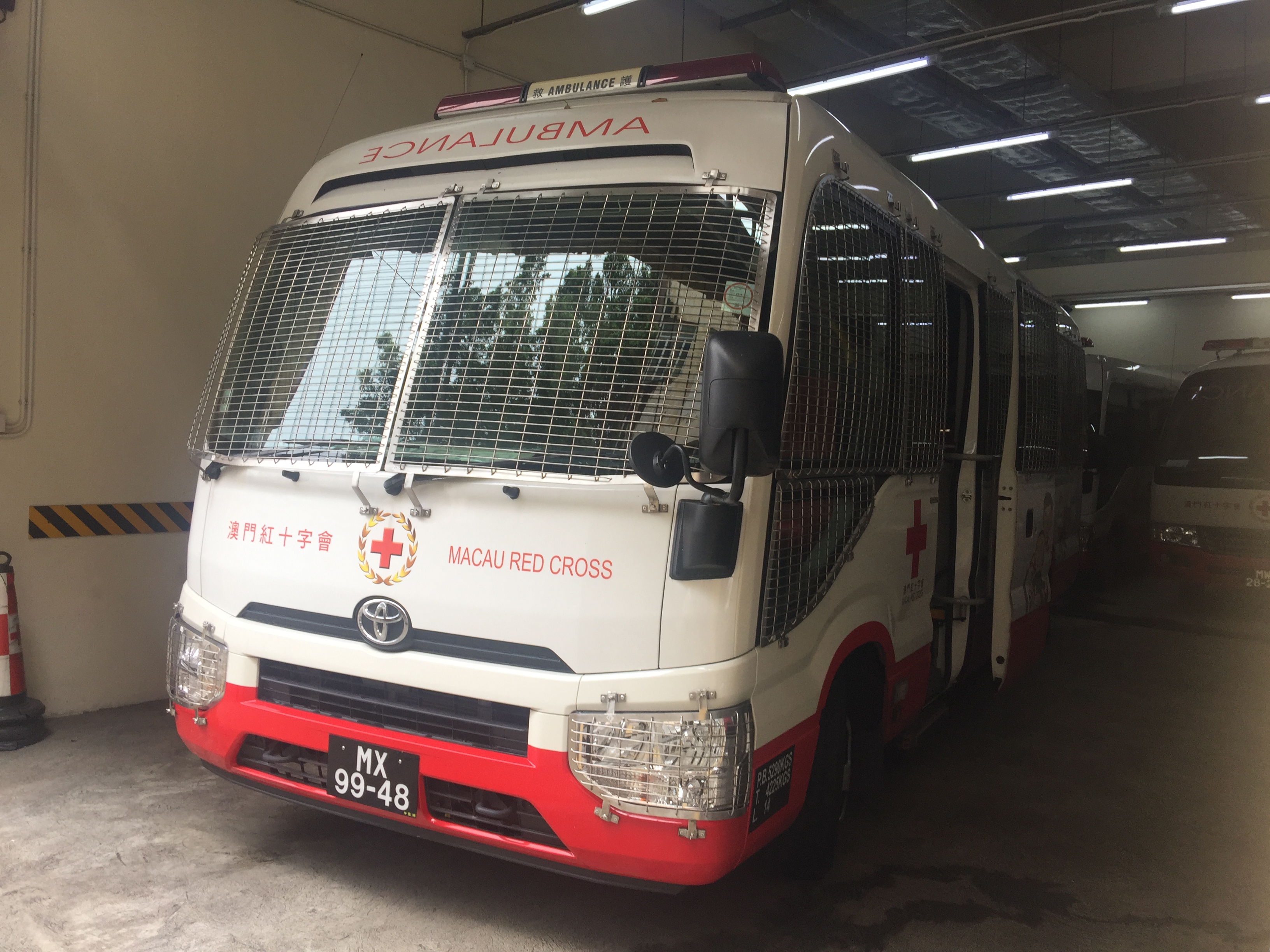
澳門紅十字會救護巴士

現時主要有兩大機構為長者、輪椅人士、傷殘人士提供返往澳門兩大醫院的接送服務，單程每人收費2元，只於平日日間提供接送服務。 另外，街總、菩提、婦聯、扶康會等亦有提供長者日間復康巴士及街坊車服務。
明愛復康服務：
- 自1999年11月16日起服務， 澳門明愛復康巴士 （页面存档备份，存于）為因肢體傷殘，年長，失明或患有嚴重疾病等原因而導致有困難乘搭一般公共交通工具之人士提供醫院或各衛生中心的巴士接送服務。

紅十字會愛心護送服務：
- 自2003年7月起服務，澳門紅十字會愛心護送 （页面存档备份，存于）提供以輪椅代步的肢體傷殘或行動不便的人士、失明人士、獨居老人 ， 提供非緊急日間往返醫院之間的護送服務。

### 機場接駁巴士

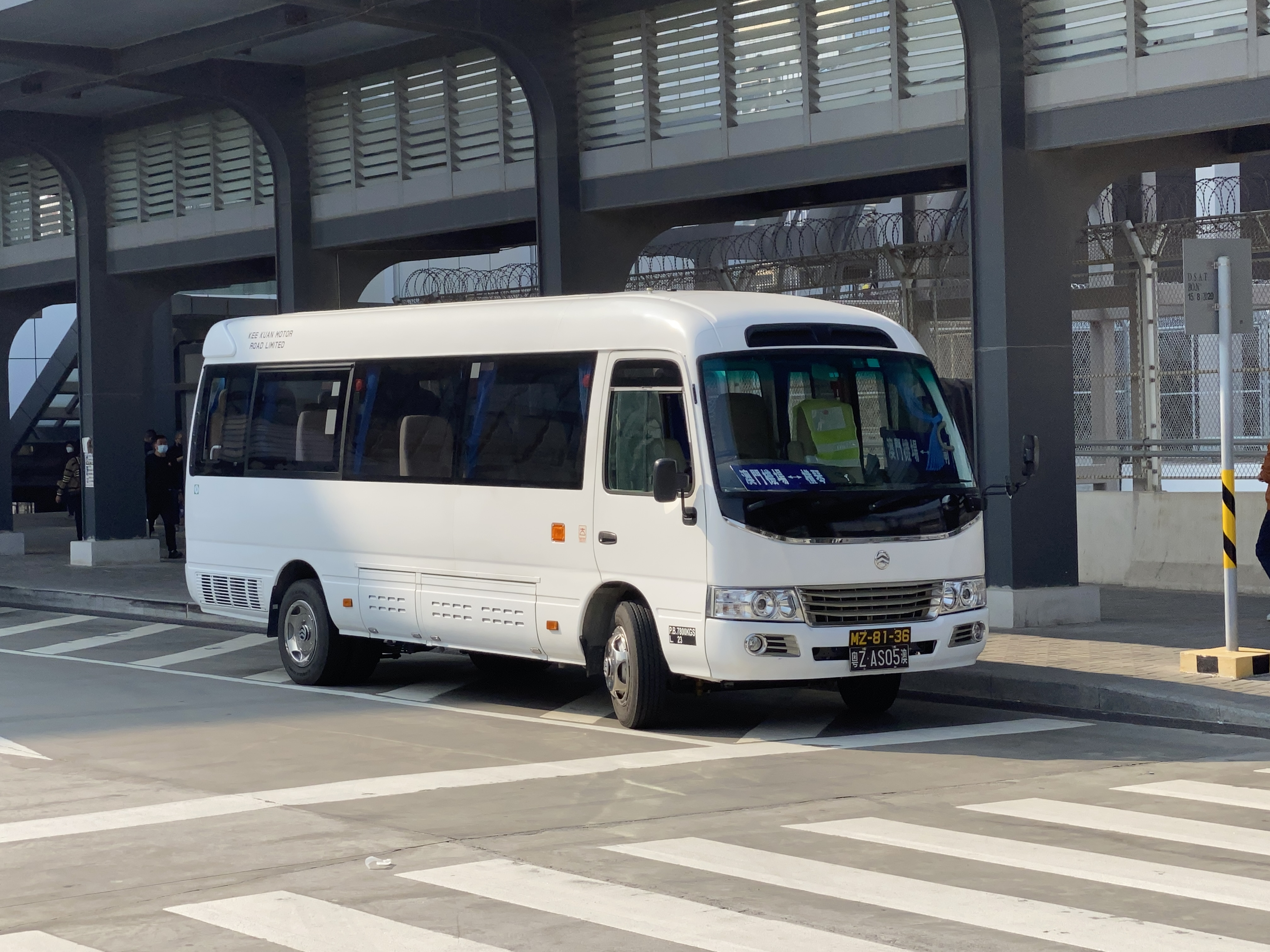
岐關機場巴士

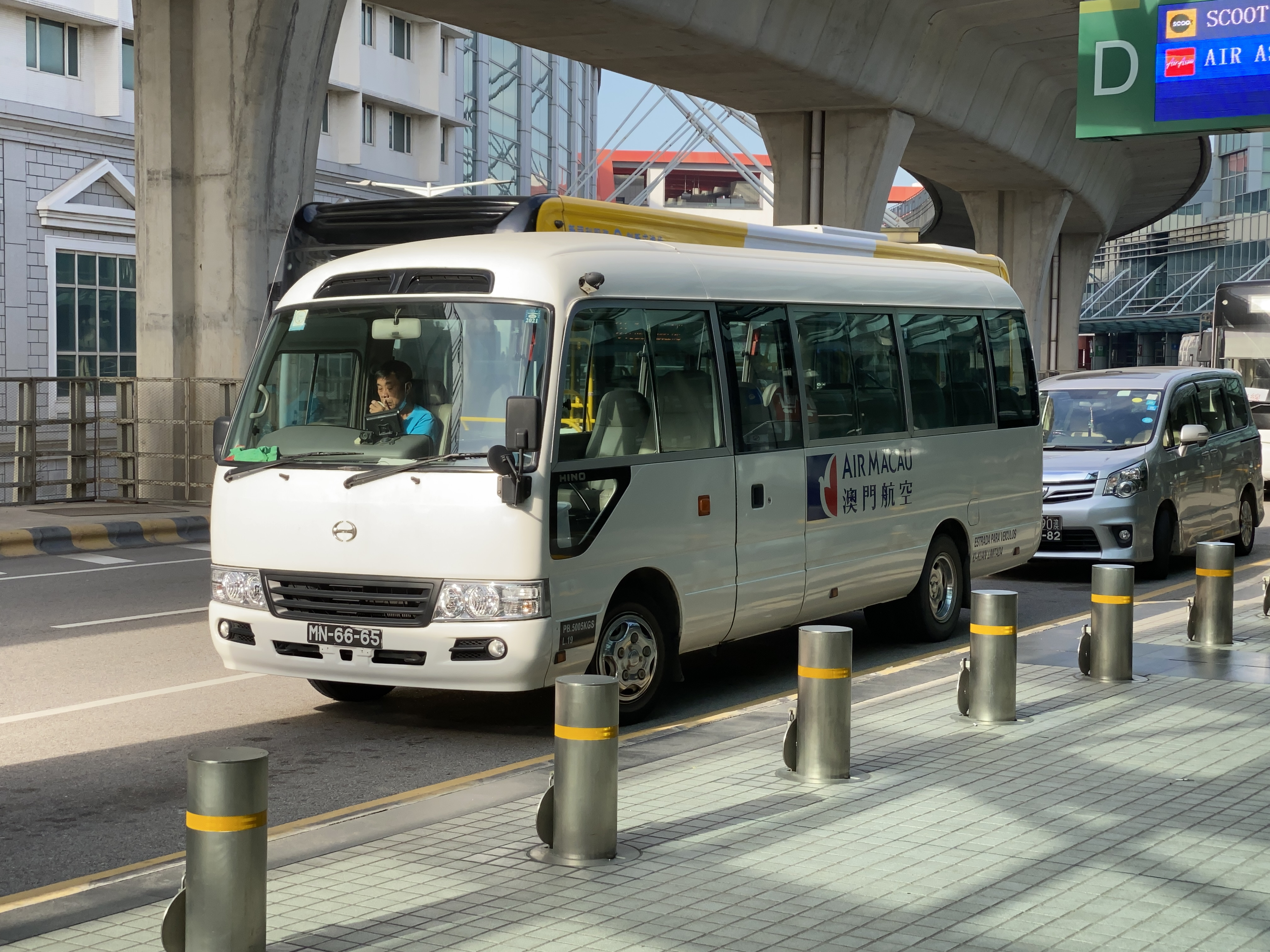
澳門航空接送巴士

由澳門機場快線有限公司經營往來澳門機場禁區至港澳碼頭及氹仔北安客運碼頭禁區直達穿梭巴士服務。以往委托澳巴及新福利營運，現已全交由澳門機場快線有限公司經營。
由岐關提供關閘禁區或橫琴口岸前往澳門機場直達穿梭巴士服務。
澳門航空提供VIP服務的機場接送巴士服務。

### 機場擺渡巴士

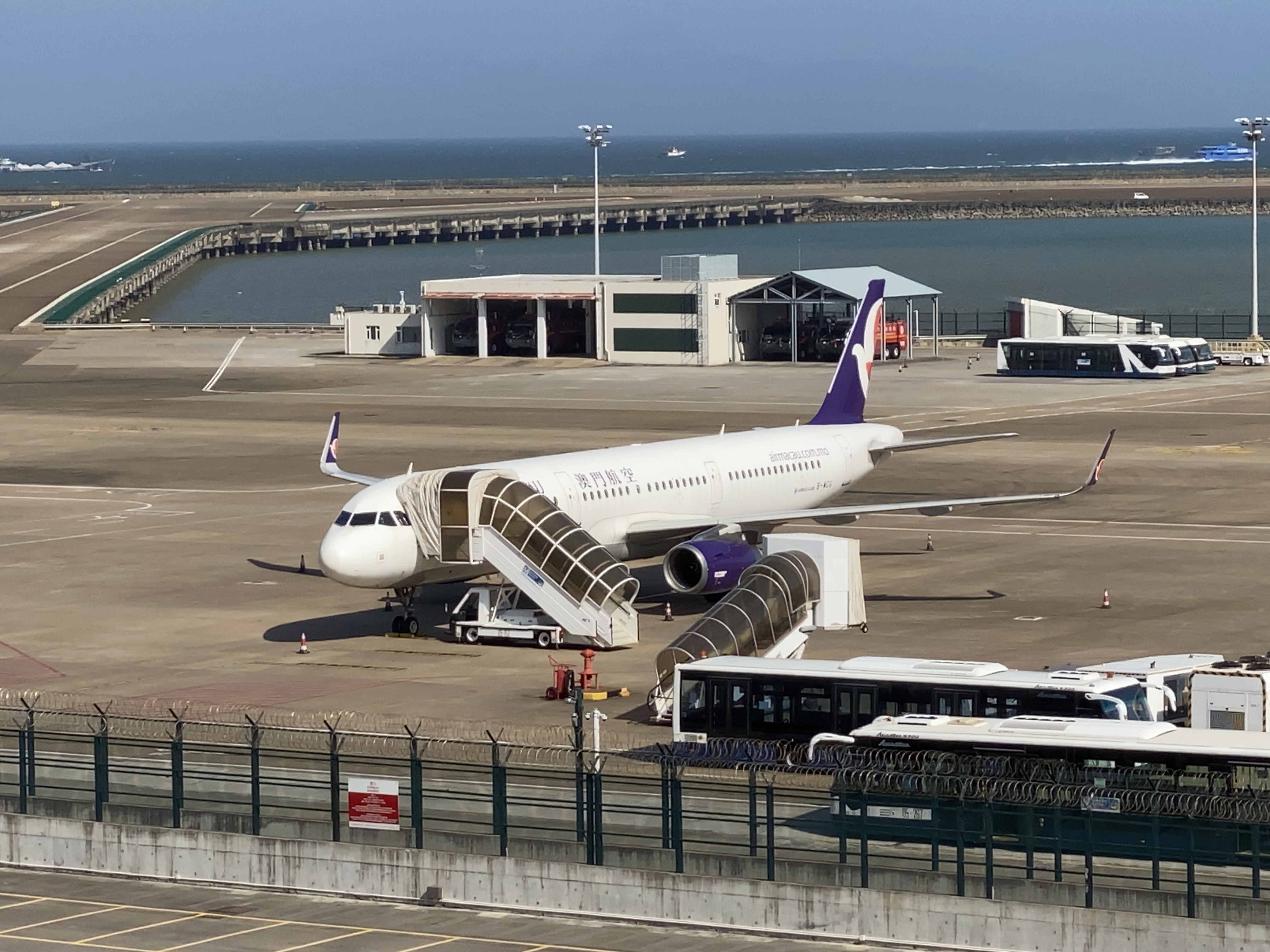
機場擺渡巴士

在機場禁區內行走，接載旅客、空姐及機師往返客運大樓及遠方航機停機位。
另外，亦提供機場禁區員工接駁巴士，接駁機場各大設施及停機坪，只限停機坪及航空管制塔上工作的澳門國際機場員工乘搭。

### 跨境穿梭巴士
口岸接駁線︰
- 由廣東港珠澳大橋穿梭巴士有限公司經營之港珠澳大橋穿梭巴士港澳線。[1]
- 由港澳機場客運服務有限公司 （页面存档备份，存于）經營之澳門香港機場直達，往返港珠澳大橋澳門邊檢大樓至香港國際機場海天中轉大樓。[2]

- 岐關營運蓮花口岸專線（已停駛）
- 澳巴營運蓮花口岸專線（已停駛）
- 港珠澳大橋穿梭巴士
- 港中旅支援港珠澳大橋穿梭巴士

### 跨境通勤巴士
由岐關車路有限公司（岐關）、澳門中國旅行社與海威旅遊有限公司營運的橫琴-澳門跨境通勤專線共有9條路線，往返橫琴粵澳深度合作區至澳門市區。

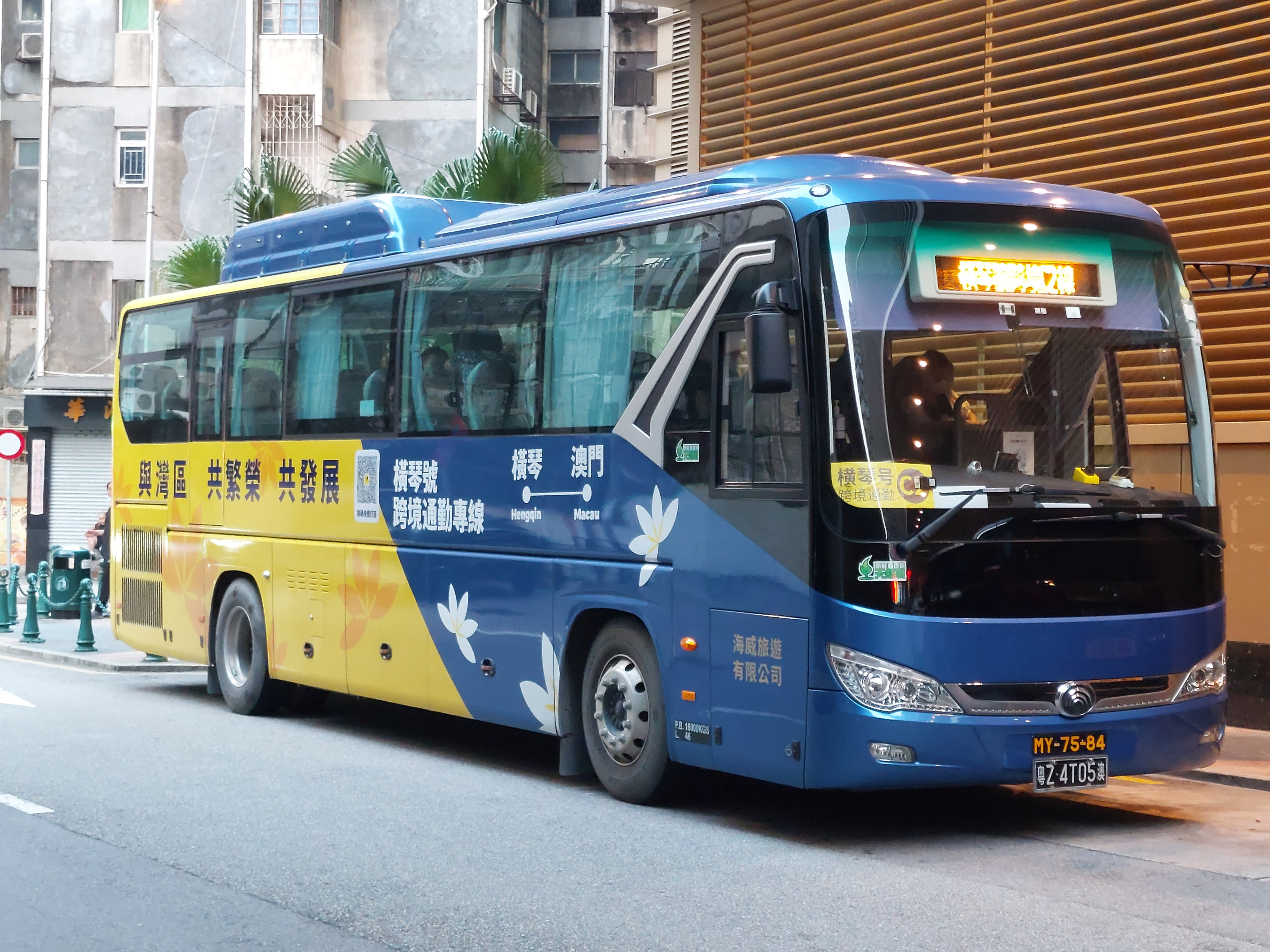
橫琴-澳門跨境通勤專線

### 跨境長途巴士
珠海機場快線︰
- 由珠海機場快線公司經營往返富豪酒店、英皇酒店及新濠影匯至珠海機場。

長途巴士服務︰
截至2009年，澳門主要有四間公司經營澳門至內地的跨境巴士服務。
- 岐關車路有限公司（岐關）：經營往來澳門至珠海長隆、廣東各地、廣西等近40條線路。另開辦於內港火船頭街、澳門機場、橫琴口岸、拱北口岸等地方設岐關車站售賣車票。
- 澳門中旅汽車客運股份有限公司（中旅 CTS）：經營往來澳門至珠海長隆、廣東各地、廣西等近40條線路。於富豪酒店設粵澳直通巴票務中心、另在維景酒店、君怡酒店、拱北口岸等地方設點售賣車票。
- 信德國旅汽車客運股份有限公司（信德國旅STCITS）：經營往來澳門至廣州。在英皇酒店及上葡京設點售賣車票。
- 澳門機場快線有限公司：經營往來澳門機場禁區至廣州及珠海拱北口岸/橫琴口岸。

港澳直通快線︰
- 永東巴士：經營往來澳門威尼斯人、金沙、銀河、美獅美高梅、美高梅、新葡京、星際、英皇娛樂、回力至香港太子（上海街）、尖沙咀（中港城）、尖沙咀（圓方）、坑口、觀塘、黄大仙、沙田（新城市廣場）、沙田（希爾頓中心）、大圍、荃灣。
- 港澳快線 / 港澳一號：經營往來澳門金沙、威尼斯人、巴黎人至香港佐敦、圓方。

- 港澳快線巴士
- 港澳一號巴士
- 澳門市區至珠海機場快線

## 歷史

### 自由車時代
澳門巴士的出現，最早可追溯至1919年，最初時叫做「自由車」，
自由車在1919年5月15日提供服務，由飛騰自由車公司提供服務，使用47座的汽車，是市區的主要地點設站前往關閘馬路，成人票價為$0.15。

### 街坊車時代
在1925年起，改叫做「街坊車」。起初只有3輛，但數年間大幅增加至30多輛，大多是福特牌子的車。這是由於政府當時沒有專營合約的規管。更有不少商人將廉宜的大貨車改裝，在貨斗上裝設木座椅，加設上蓋遮擋太陽風雨後，便成了運載乘客的「街坊車」。
在1926年，街坊車營運公司增至15間公司。由於當時私家車未普及，乘坐街坊車遊車河是市民的娛樂節目之一。由於街坊車方便、新奇，在最初出現時非常受歡迎。生意好時有十多間街坊車公司成立，街坊車的業務漸上軌道，而較大的街坊車公司首推「通運」和「高陞」，這兩間公司的車因較新、較多，分別各自擁有6輛和8輛車。其他13家由華人經營的小公司分別為︰中華公司、東方公司、華東公司、和樂公司、民樂公司、陶園公司、廣興公司、凌風公司、鶻飛公司、飛飛公司等為免不敵競爭，於是組成聯合公司抗衡，結果三大街坊車公司形成鼎立的局面。
當時街坊車路線主要有3條，分別是：

1. 十六號碼頭， 經新馬路、南灣、西灣、媽閣廟
2. 十月初五街口，經新馬路、水坑尾、東望洋新街、二龍喉、馬交石、黑沙環等，往返關閘口
3. 十月初五街口，經新馬路、水坑尾、荷蘭園、羅利老馬路、往返關閘口

### 抗戰前澳門巴士
1927年末，岐關公司在澳門設立，取代「街坊車」，並包辦全澳的巴士服務及提供往返澳門至中山(東路及西路)跨境巴士服務。
1933年，岐關公司擁有一百多輛大小型客車及小汽車
抗戰期間，巴士因燃油不足，在1941年起末停駛。

### 抗戰後澳門巴士

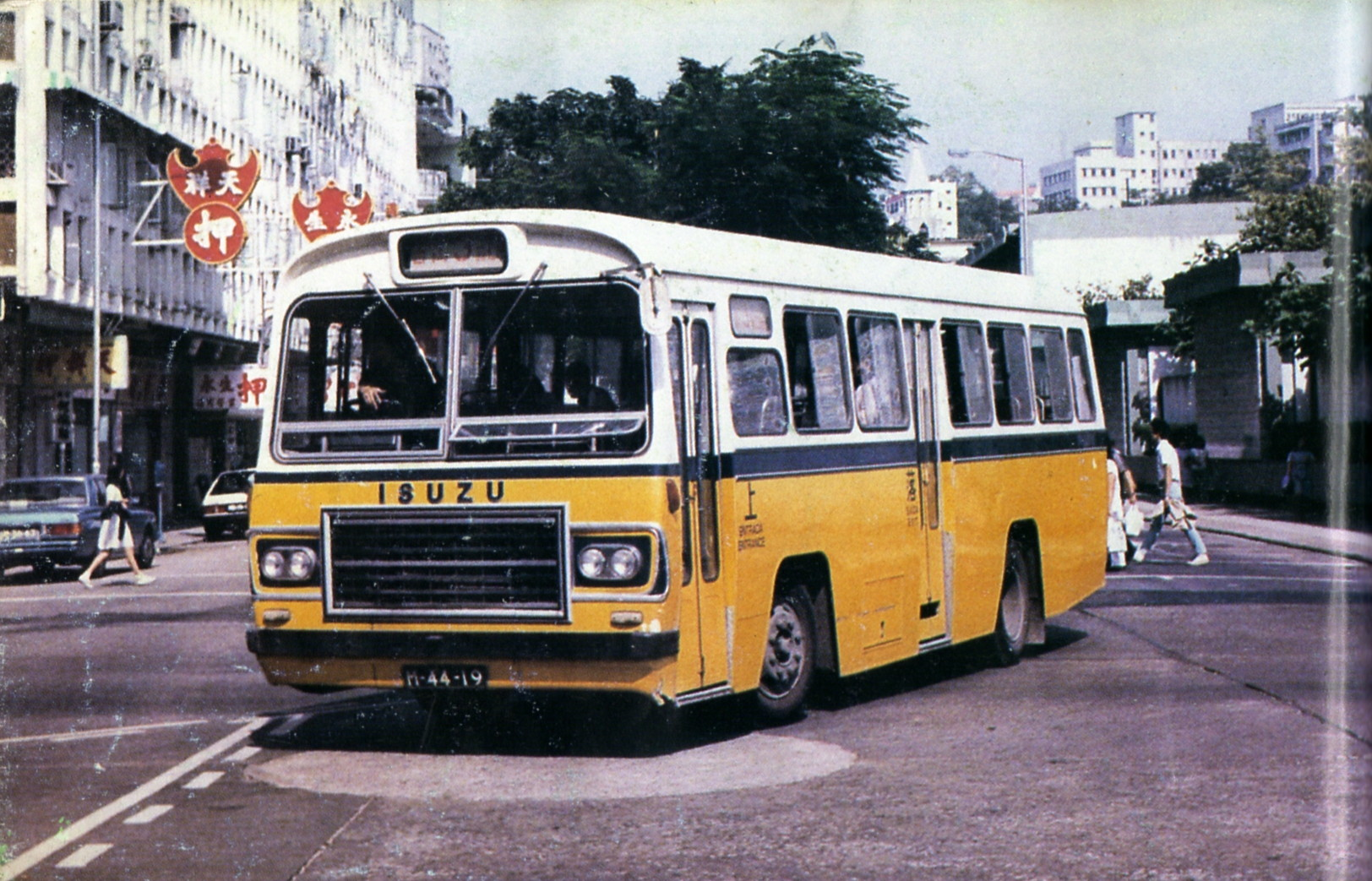
福利巴士

1948年，
澳門公共汽車公司正式成立，並開通1、2、3、4、5及6路線。
1952年，
福利公司成立。經營澳門半島的巴士服務。

1955年，
福利巴士提出半價乘車優惠計劃，將票價由原來的0.2元減至0.1元。

### 發財巴
發財巴雛形起源自1964年12月18日，當年3月15日新口岸全新港澳碼頭已經投入使用，但尚未有通行巴士，後來信德船務開通免費專線巴士往來港澳碼頭至內港皇宮，只於晚間服務。在1965年1月9日，由福利公司開通3路線所取代。

### 連貫公路開通
1968年，路氹連貫公路開通，離島巴士服務由原本在氹仔島上和路環島上分別行走，變成在兩個島之間穿梭行走。

### 嘉樂庇總督大橋通車
1974年，澳氹大橋（嘉樂庇總督大橋）通車，整個澳門地區的公共巴士服務真正地連成一體，福利公司及海島市公共汽車有限公司開辦3條過海巴士路線，它們分別是：
- 11：由內港前往氹仔。
- 21：由內港前往路環。
- 21A：由內港前往黑沙海灘。

另外，巴士公司亦開始進行各方面的改善。
海島市小輪船有限公司通過收購合併，成立海島市公共汽車有限公司，由原海島市小輪船公司、氹仔公共汽車公司及路環利安巴士公司組成；成立後該公司購置一批新型巴士，投入連接澳門、氹仔、路環的公共巴士服務，配合澳門、氹仔、路環三地交通發展。

### 雙層巴士

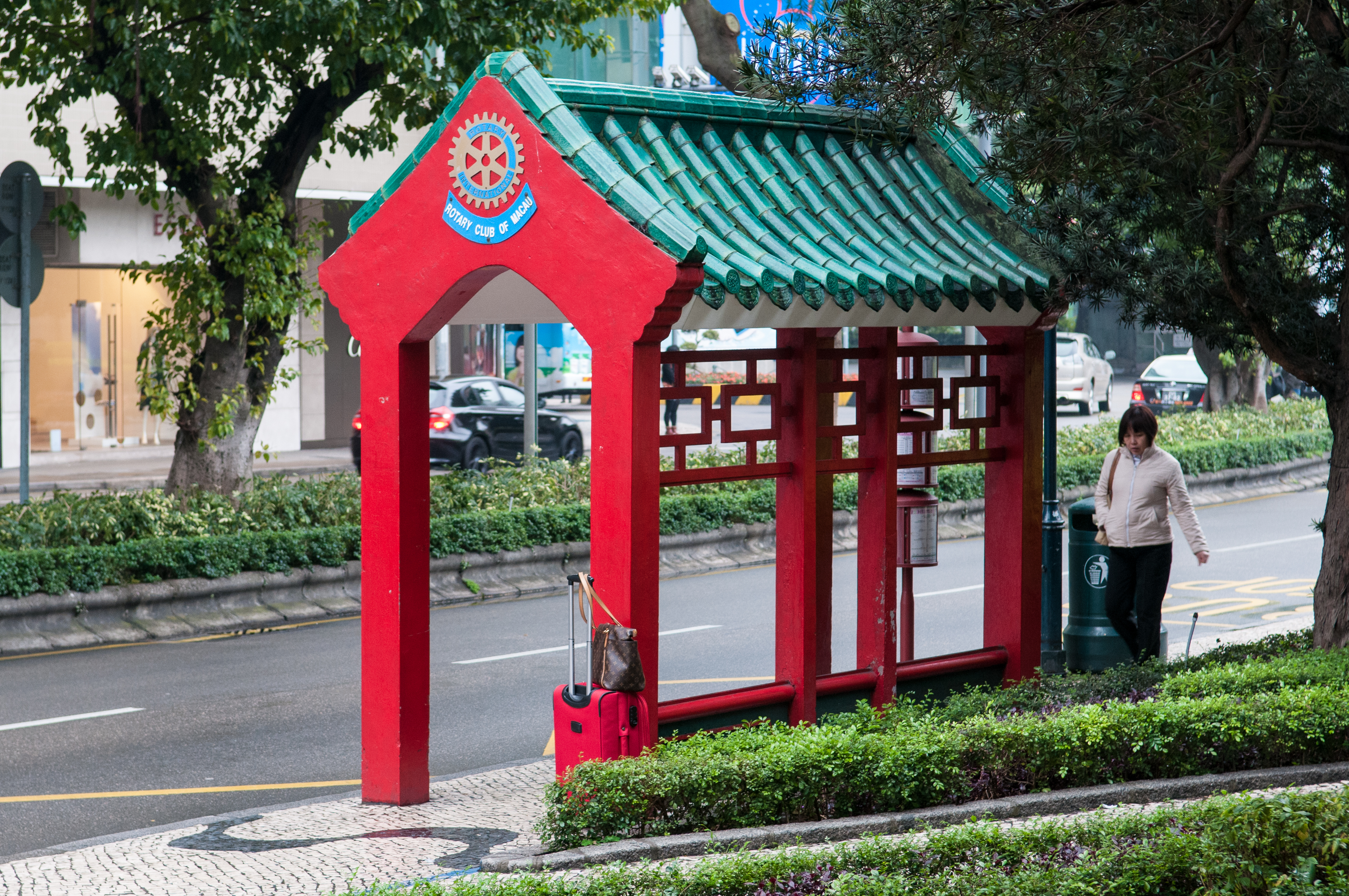
澳門現時唯一古式的巴士站。

1975年
福利公司引進雙層巴士。在澳氹大橋通車後，福利公司聘請來自香港的英國運輸專家，決定引進英國雙層巴士。由於那個時候英國市場的後置引擎的巴士設計未成熟，形成前置引擎的舊巴士亦成為爭相搶購的對象。福利巴士公司幾經辛苦，找到了十一部不同牌子，而且製造年份各異的二手巴士應急。
1月18日，首兩部福利公司引進的雙層巴士試車。這些雙層巴士大約14呎高，有座位73個，連企位可容納90人。
由於當時遭受一些商人反對，特別是新馬路的商人，原因他們認為雙層巴士在載客上落時易造成車輛擠塞，又指新馬路路面狹窄、地基不穩、舊樓多，不宜行走雙層巴士。後來在市政廳支持下，福利公司與新馬路商戶代表商議後達成協議，為方便行駛雙層巴士，整條馬路要將19個招牌及廣告牌升高，所需費用的三分之二由福利公司負擔。
6月16日，雙層巴士正式在澳門啟用，行走於澳門半島與氹仔島、路環島之間的11、21、21A路線，直至1988年新福利公司成立，該公司認為雙層巴士過於殘舊、無法維修、沒有冷氣及操作困難，故被淘汰。
1982年，福利澳門半島大巴路線由票價由0.3元加至0.5元。小巴則由票價由0.5元加至0.7元。

### 冷氣豪華巴士
1983年，澳門福利公共汽車股份有限公司創辦3A路線，由外港碼頭往返內港，使用車型為五十鈴，即今新福利車號S01-S04的巴士，S03曾一度作為教練車，現全數已退役。該路線是澳門首條提供空調服務的巴士路線，當時稱為冷氣豪華巴士。

### 澳門巴士新歷程

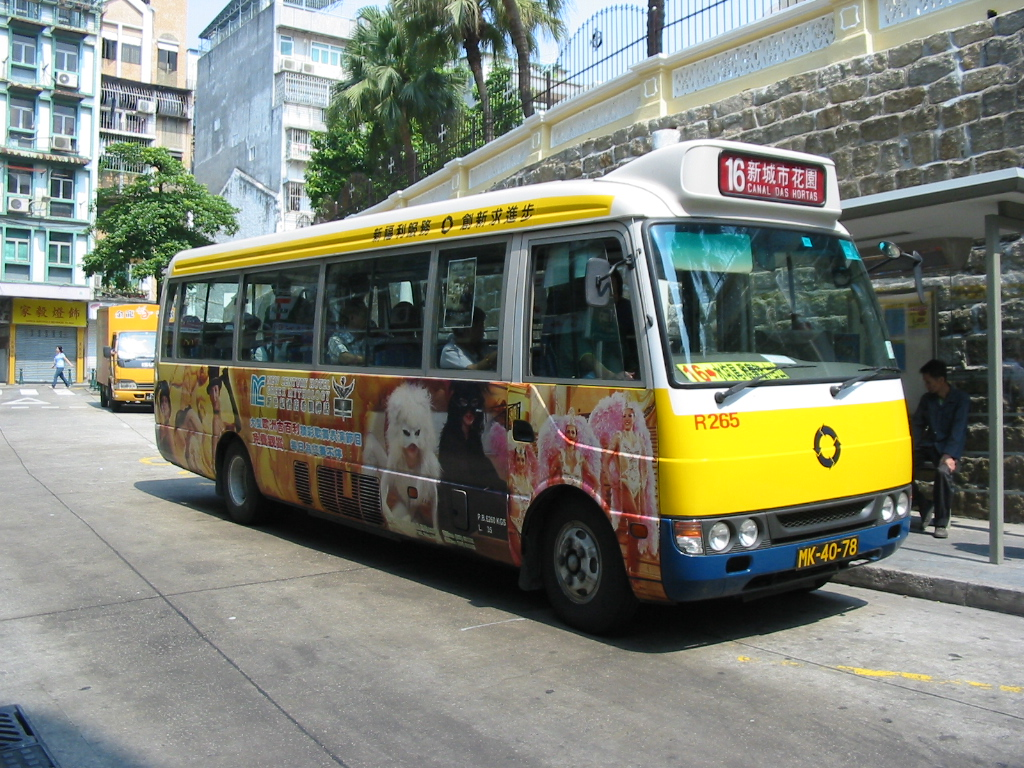
新福利雙門Rosa小巴，是全球首家使用此車型的巴士公司。

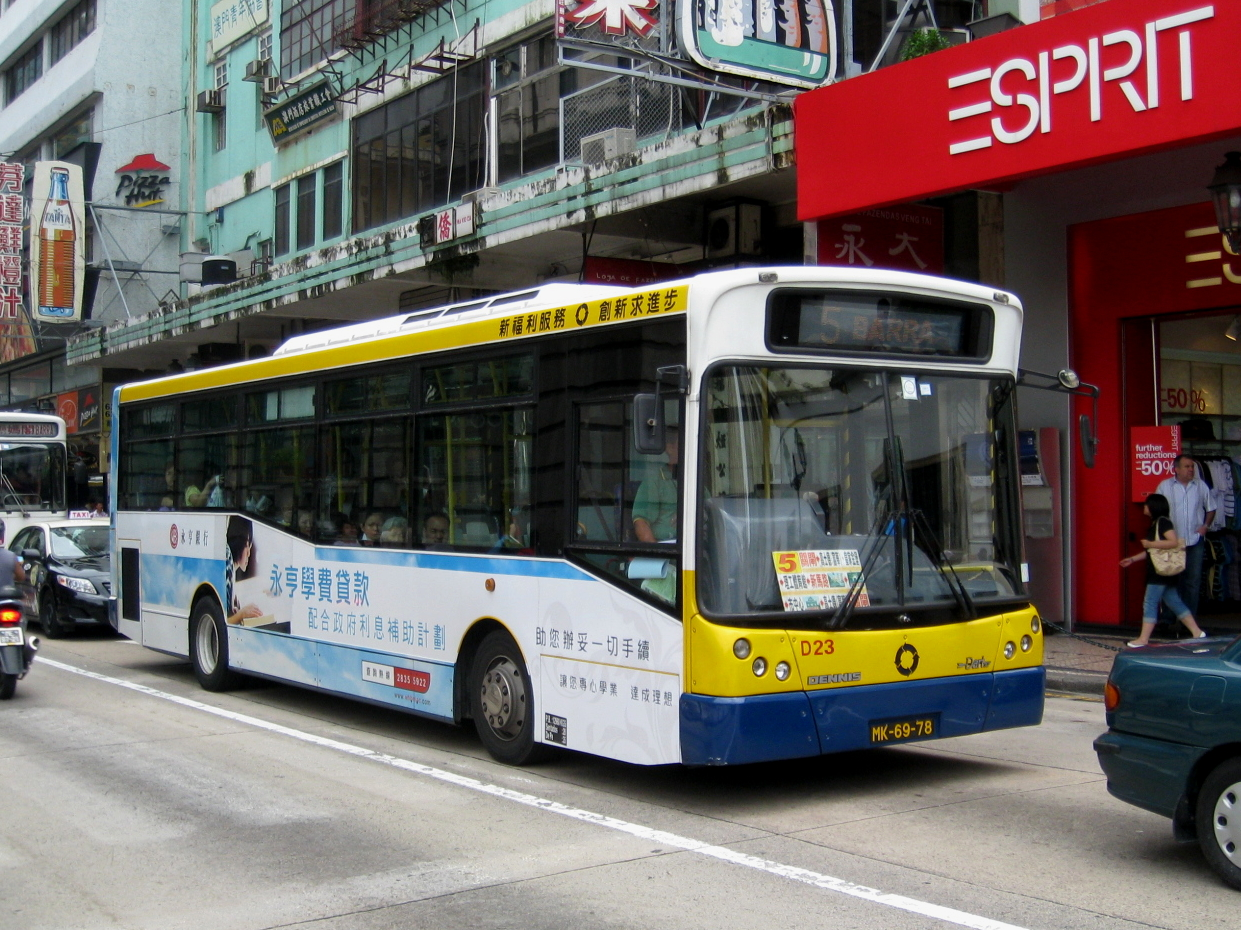
新福利Dennis Dart SLF巴士，車隊編號D23，正行駛5路線通過新馬路往媽閣方向。

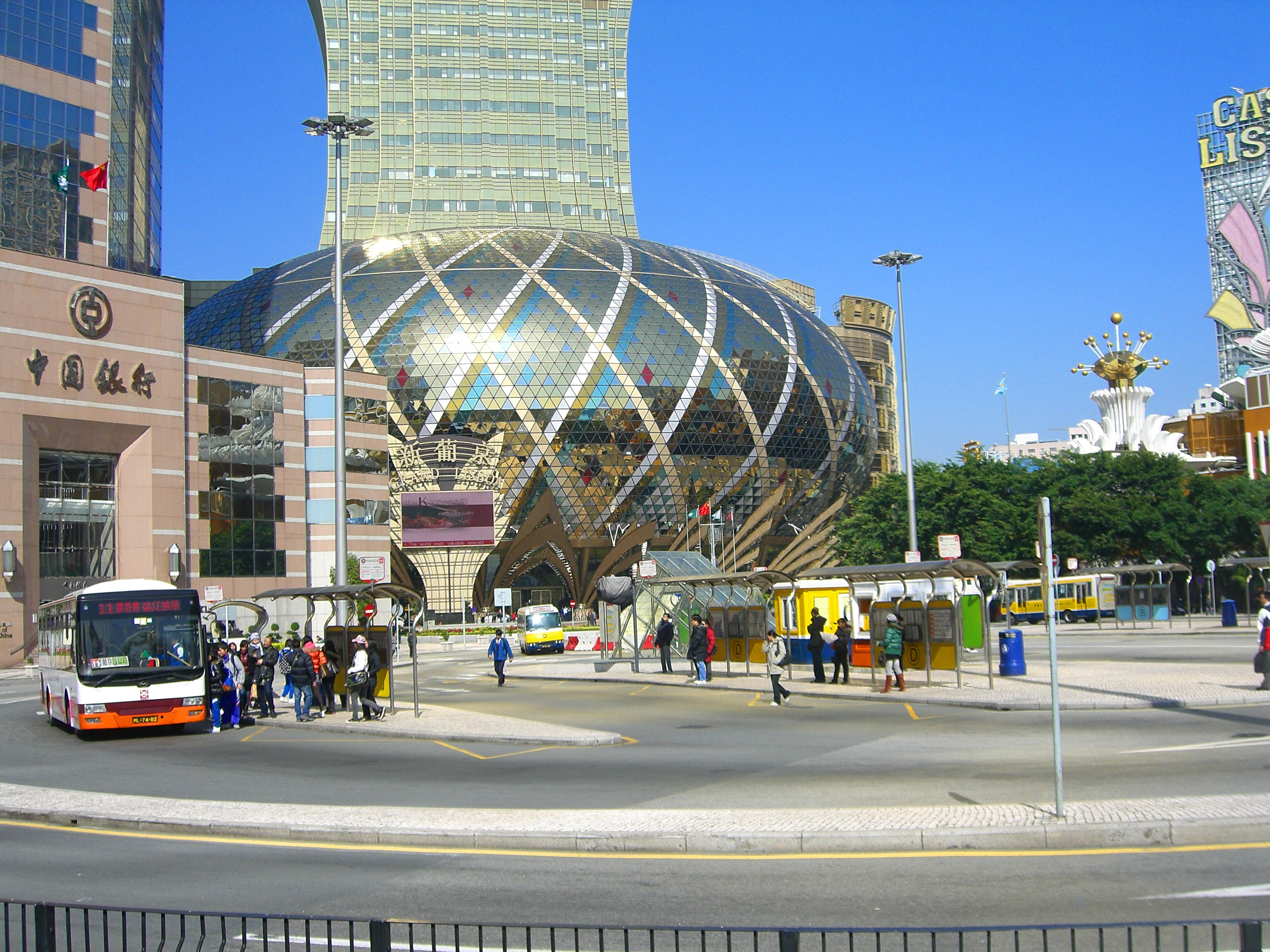
亞馬喇前地公共巴士轉乘區

自1980年代後期，澳門急速發展，福利公司及海島市公共汽車有限公司亦積極改進服務。包括重組業務，逐步淘汰舊巴士、一人操作、全面空調化等等。其中，澳門是亞洲地區最早實行公共巴士全面空調車隊的城市。
1986年，海島市公共汽車有限公司正式更名為澳門公共汽車有限公司。
1988年
6月，福利公司已虧損達600萬，最後由何厚鏵連同廖澤雲、崔世昌、張偉基等人合作進行業務重組，並同時註冊名為澳門新福利公共汽車有限公司的新公司，以接替「福利」旗下業務。
7月18日，澳門新福利公共汽車有限公司正式成立，取替有36年歷史的澳門福利公共汽車股份有限公司。
10月15日，新福利及澳巴與澳門政府簽定10年專營合同，經營澳門陸上公共運輸服務，1998年自動續約10年直至2008年終止。兩巴期後銳意革新大力投資。
1989年
2月1日，新福利全面取消巴士沽票服務，全面改為一人操作，乘客上車後需把足額車費投進錢箱，不提供找零。
9月18日，新福利陸續開通「揚手即停」的28A、28B、28C路線。
1990年
4月26日，兩間巴士公司加價，澳門半島路線票價由1.0元加至1.8元。
1991年，新福利推出「澳門通月票」，優惠長期乘客，一票在手，全澳「新福利」巴士通用。9月份起，新福利使用全空調車隊，澳門所有公共巴士進入全空調巴士時代。
1994年
4月26日，兩間巴士公司加價，澳門半島路線票價由1.8元加至2元。
同年新福利決定所有新購置的巴士都配備自動轉檔裝置，從而減輕駕駛員勞動力，加強行車安全。
1995年
10月23日，為加強票務服務，新福利試行巴士自動收費系統，於3路線試行聰明卡。成為亞洲地區首個使用這種新科技的城市。
11月，新福利投資澳門幣1300萬，引入10部英國製大型低地台「丹尼士飛鏢」(Dennis Dart)冷氣巴士，行走3及AP1路線，是14年來該公司引進的新型英國進口巴士，亦是澳門首次引進低地台巴士。
同年，新福利所有新購入巴士配備「歐盟一型」引擎。

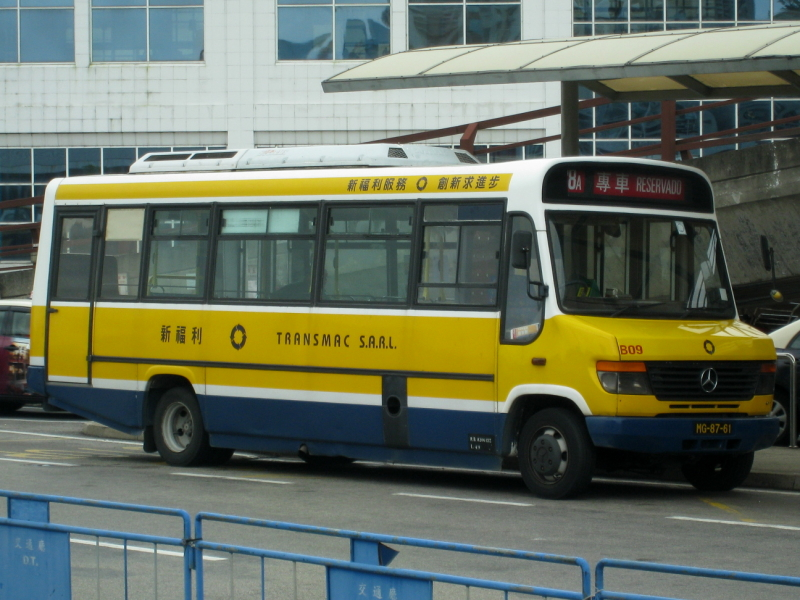
新福利Benz O814型巴士，是澳門唯一使用此款車型的公司。

1997年，新福利投資澳門幣1500萬，引進10部德國製超低地台「猛獅」冷氣巴士，配上全氣墊避震系統，無梯級設計，是當年澳門最先進的巴士。
同年，新福利所有新購入巴士配備「歐盟二型」引擎。
1998年
新福利投資澳門幣3000萬，引進30部8米低地台德國賓士車隊、配以英國PLAXTON雙門車身的中巴。是澳門首家使用此型號的巴士公司。
8月21日，兩間巴士公司加價，澳門線票價由2.3圓加至2.5圓、離島線由2.0-4.5圓加至2.2-5.0圓。
1999年
新福利被澳門消費者委員會評為最受市民歡迎的公用事業單位。
3月20日，「新福利」正式推出命名為「澳門通」的自動收費系統。
12月20日起，因原董事會主席何厚鏵先生出任澳門行政長官而不能擔任董事會主席，改由廖澤雲先生擔任至今。
同年新福利投資澳門幣1500萬，引進日本「三菱汽車廠」特為澳門設計的雙門中巴。是全球首家且唯一一家應用此型號巴士的公司。
2000年
3月28日，澳門與珠海市第二條陸路口岸（蓮花大橋）開幕通車，澳巴與岐關車路有限公司合作經營由路氹邊檢大樓至橫琴口岸的穿梭巴士服務。
9月，澳巴購買全新日野Hino RX中型雙門巴士，該款新車由日本原裝進口，是首間公司在日本以外地區使用此型號巴士。
2001年，澳門生產力暨科技轉移中心及澳門旅遊學院評定新福利為澳門公共運輸業中最受市民滿意的服務行業單位，這是結合先進管理概念及服務大眾為前提的成果。
2002年
3月起，澳門通IC卡進行全面換卡，推出第二代新福利澳門通IC卡，為將來推出「轉乘服務」及「IC卡月票」作好前期準備工作。
8月3日起，新福利推出「澳門通IC卡月票」，以取代巴士證月票，加強防偽，同時有效地統計行車及掌握客況資料。而傳統「巴士證月票」則於2002年10月1日起全面停用。
2003年
5月1日，開辦「自助旅遊專線」巴士，穿梭各景點。但後期因客量不足及葡京前地工程，於2005年5月8日停止服務。
11月22日起，為改變乘客點到點的乘車模式、減少重疊路線的運作、減輕道路交通負荷、減少重疊路的車輛投放，新福利利用了IC卡的技術，推出首期轉乘優惠服務。成為澳門首間推出轉乘服務的巴士公司。
同年，澳巴引進日野HINO HR大型巴士，採用一級式低床車身設計，為當時澳門市面行走的巴士中，離地距最少的型號。
2004年
新福利成為全澳首家採用『歐盟三型』環保引擎巴士的公司，當年購買了40台新「丹尼士飛鏢」（Dennis Dart）巴士。
11月26日起，承接第一期轉乘服務的理念及目的，新福利推出第二期轉乘優惠服務。
2005年
新福利首次引進國產金龍巴士。
7月，新福利的行政部、人力資源部、業務推廣部成功考取ISO認證。
2006年
8月，因澳巴9日之內發生多宗嚴重交通意外，經與澳門特區政府土地工務運輸局協商，停駛該公司46部車齡超過12年的舊巴士。 因此事件，澳門很多網民對澳巴整體形象感到不滿，更有人指「坐澳巴車感覺車就散……」。
同年，澳巴試行混合動力巴士，該巴士為國產五洲龍公司製造。
10月17日起，隨著筷子基新區一帶的居住人口不斷增加，23和32路線延伸服務至該區。
2006年
9月，新福利成功通過ISO年審，同時車務部首次納入ISO認證範圍，使澳門新福利成為澳門首間且唯一一間考獲ISO優質管理認證的巴士公司。
9月3日，新福利及澳巴創辦H1路線，直達山頂醫院。
11月10日起，土地工務運輸局與新福利及澳巴合作，推出兩條「澳氹循環線」－MT1及MT2路線。
11月16日至19日，為紓緩賽車期間的交通壓力，土地工務運輸局聯同兩家巴士公司，推出一連四天的巴士免費乘搭服務，市民可以免費乘搭兩家巴士公司的全線巴士。但計劃引起很多巴士比平常更擠擁。
2007年
5月4日起，為舒緩何賢公園周邊道路的交通壓力，提升公共巴士的行車效率，土地工務運輸局將介乎昆明街及羅理基博士大馬路的一段果亞街列為巴士專用車道，只准公共巴士行駛。
6月20日，12路線作永久性改道。途經城市日大馬路、仙德麗街等站點。
10月，澳巴正式與澳門通舉行簽約儀式，標誌著澳巴與澳門通正式合作。
10月1日，兩巴首次開辦夜間巴士路線N1路線，服務時間為凌晨0時至3時44分。
12月4日，新司打口巴士總站啟用，供3A路線使用，以取代原來設於馬路旁的臨時總站。
2008年
2月5日，澳門首個大型轉乘站－亞馬喇前地公共巴士轉乘區投入使用。
3月，澳巴全線可使用澳門通電子付費，並在後期推出轉乘優惠，澳門通正式全面通用於澳門兩家巴士公司。
3月，政府曾計劃推出九座位專線小巴，由政府制定指定行駛路線，有關車輛亦只能按規定發車點和落車點上客和落客(中途不停站)，穿梭澳門舊城區及行走新馬路巴士循環線，行走於山頂醫院路線的H1路線亦會改以九座位小巴，用以騰出中巴司機轉而駕駛大型巴士，擁有私家車車牌可立即駕駛九人小巴，改善公共巴士的人力資源分配問題。後被居民、巴士公司及的士團體大力反對而取消計劃。
7月1日起，推出「長者車資優惠計劃」，持卡乘車每程一律澳門幣3毫。取代原有長者月票措施。
9月20日，繼N1路線後，兩巴開辦第二條夜間巴士N2路線，服務擴展至離島區。
10月8日，澳門兩家巴士公司因專營合約到期，由運輸工務司司長劉仕堯與新福利及澳巴簽定「道路集體客運公共服務批給合同」過渡安排協議。合約由2008年10月15日起生效，有效期2年。

### 《道路集體客運公共服務批給合同》時期
2008年
10月15日起，推出「學生車資優惠計劃」，持卡乘車每程一律澳門幣1.5圓車資優惠。
12月1日，兩巴正式加價，票價由澳門幣2.2至5圓增至2.8至6.4圓，月票由210圓增至280圓。同日澳門推行公交車資優惠計劃，使用澳門通乘車可享受高達半價的乘車優惠，差額由政府補貼。
同月，因澳巴內部車輛數量不足，12月澳巴重新使用數部12年以上車齡的日產柴油巴士行走，此批車因在2006年澳巴旗下巴士在9天內接連發生4次重大交通事故，被政府要求停駛。事件反映該公司無企業責任，未有做到由該公司作出的承諾。
12月7日，澳門兩巴實施第一階段巴士路線調整，其中新福利1、1A、34路線被大幅調整，另外還微調了17、26、26A，同時開辦25X新路線。同日取消AP1X路線。
2009年
4月26日，澳門兩巴實施第二階段巴士路線調整，兩巴調整了3A、10A、23、H1路線。另增加2A、3X、5X、7A、10X、18A路線。
10月18日，澳門兩巴實施第三階段巴士路線調整，新增36及50路線，由兩巴共同營運。另外，26A、21A、25路線由黑沙海灘總站回程澳門時，新增停靠亞馬喇前地公共巴士轉乘區。
11月24日，「澳門道路集體客運公共服務公開競投」截標，共有3間公司參與，分別是澳門新福利公共汽車有限公司、澳門公共汽車有限公司及維澳蓮運公共運輸股份有限公司。

2010年
1月5日，澳門交通事務局局長汪雲證實，澳巴上訴的理由不被行政長官接納，將維持原有開標結果。
5月14日，終審法院合議庭裁定澳巴上訴得直，撤銷中級法院及行政長官駁回之決定，但由於尚有其他官司，澳巴最後能否入圍競投、整個開標程序會否被推倒重來，還有變數。
11月25日，澳門交通事務局公共巴士服務批給開標，澳門新福利及維澳蓮運的標書獲接納。但公共巴士服務批給開標委員會指澳巴標書在截標時間後4分鐘才遞交，因此決定不接納澳巴的標書。意味著澳巴2010年10月15日合約到期後將不能再提供服務。

### 新巴士模式

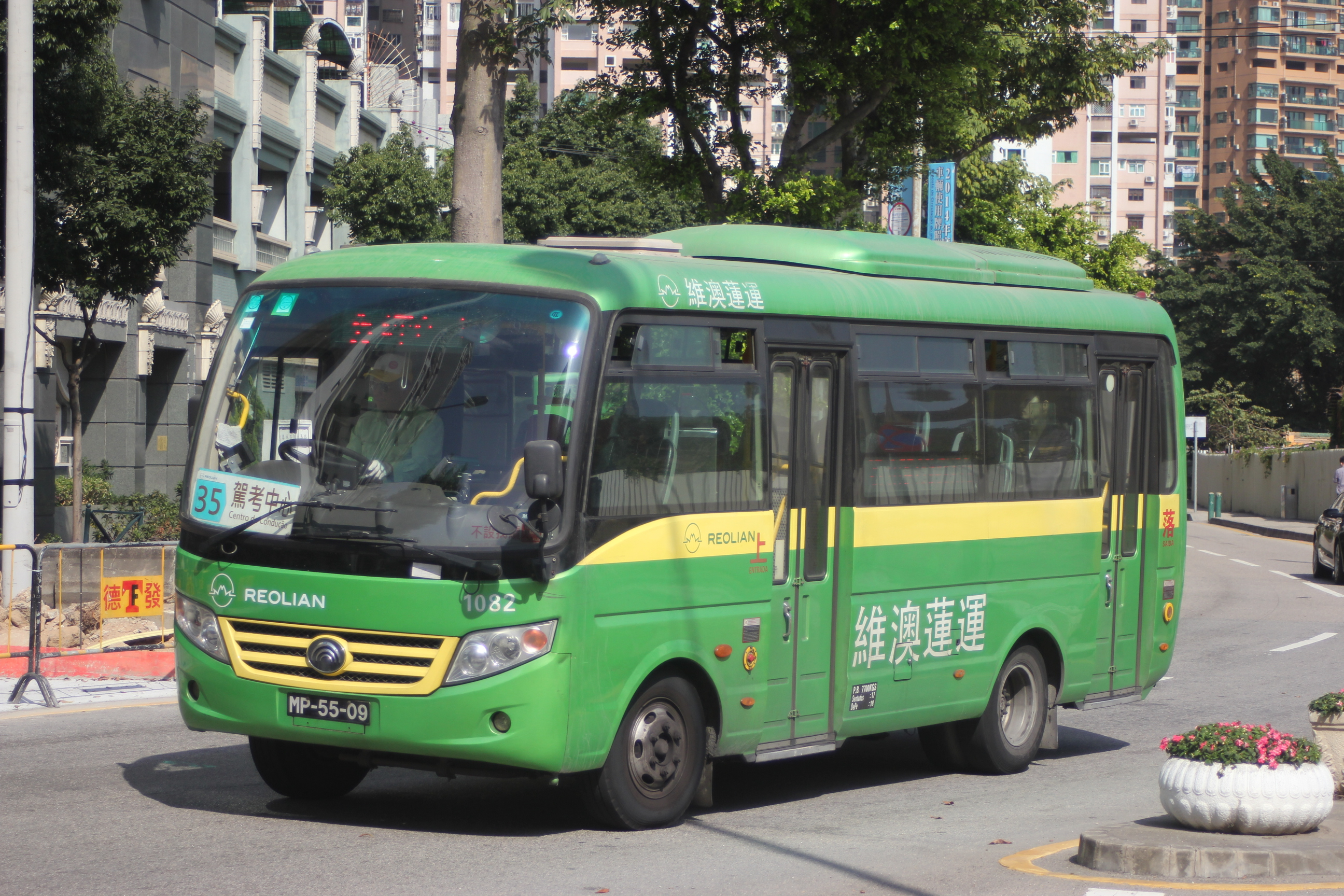
澳門首次引進外資巴士公司維澳蓮運

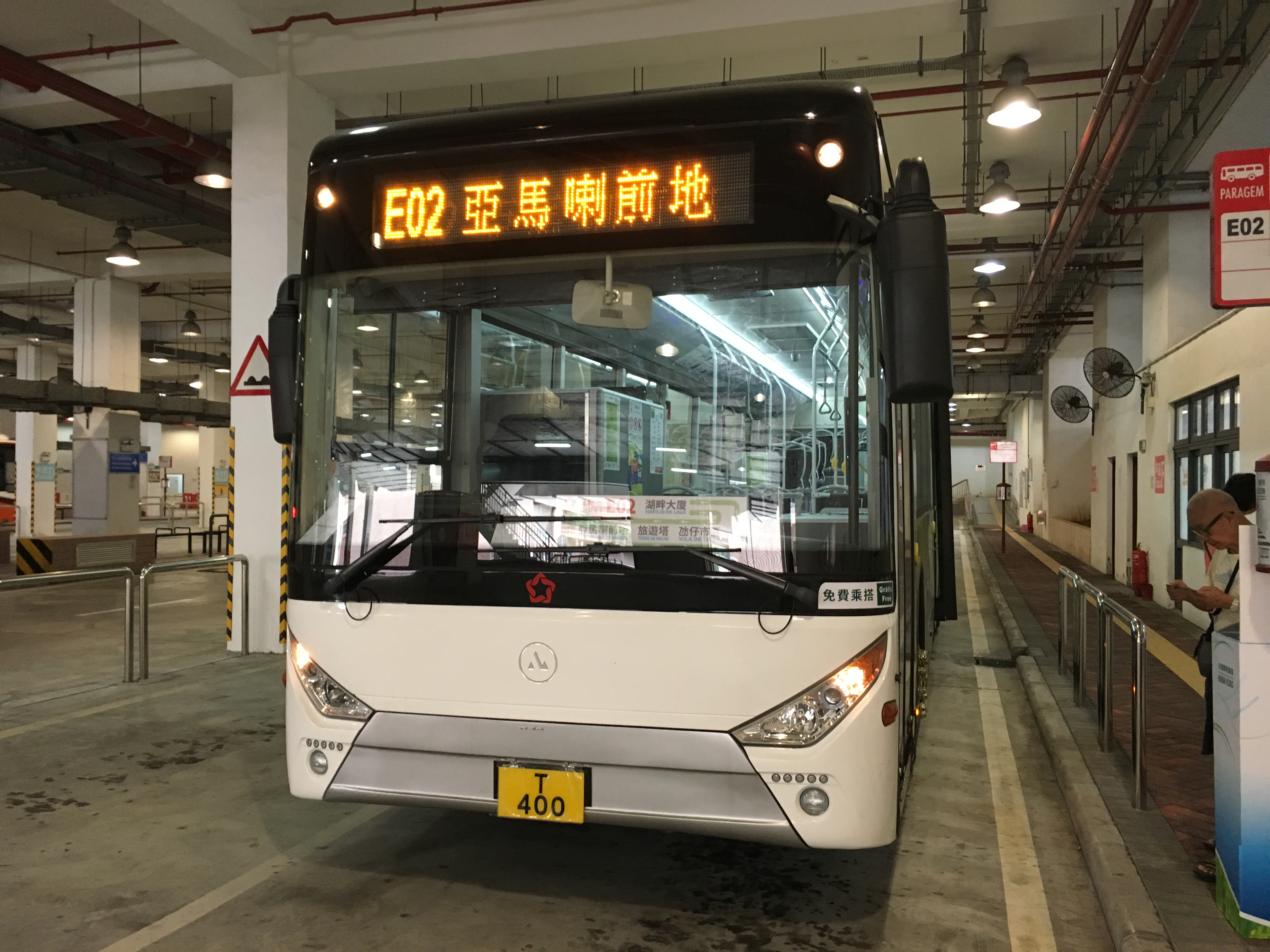
新時代巴士公司曾試用澳洲AVASS純電動巴士

現時澳門乘車支付系統

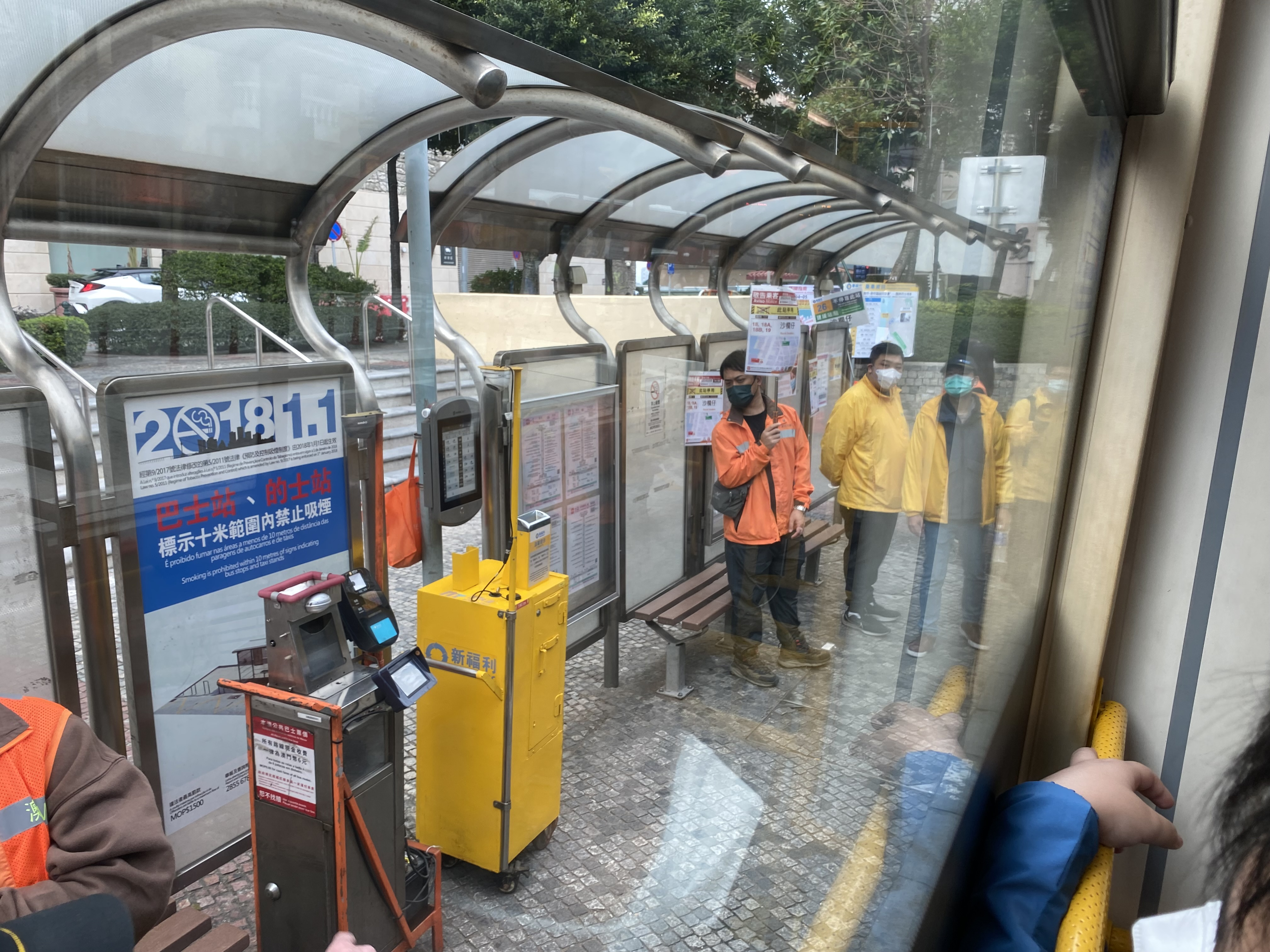
流動錢箱或電子乘車支付系統

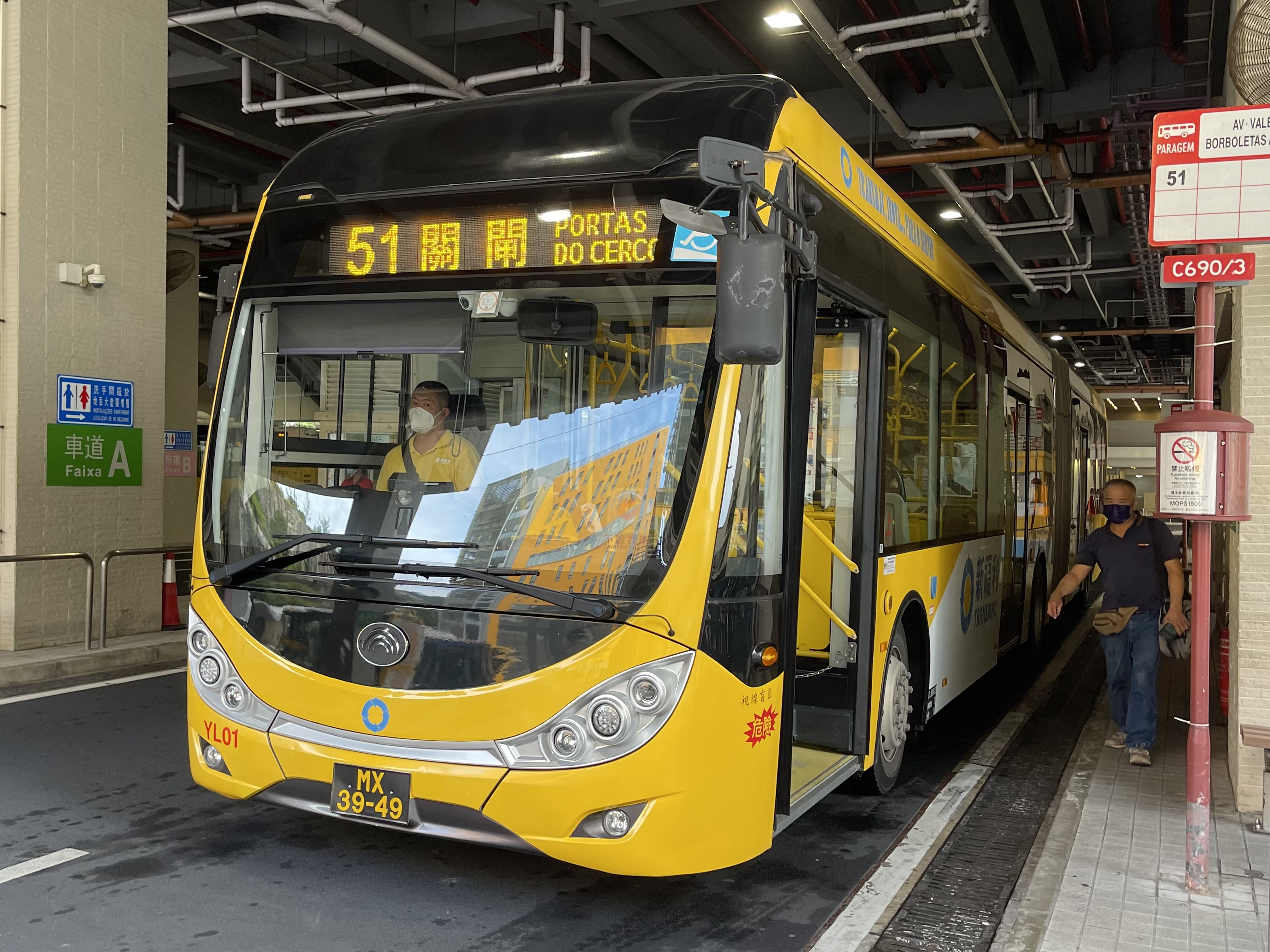
全澳第一輛18米超長掛接大巴行駛新福利51路線

2011年
8月1日起，新巴士模式正式投入使用，巴士公司由原來的兩間增加至三間，並首次引入外資企業維澳蓮運。所有巴士需要達到「歐盟三型」引擎及每間巴士公司的車型總數之10%設有低地台輪椅區域。
2013年
7月5日至9月26日，開展第一階段電動巴士試驗計劃，引進一部五洲龍FDG6113EVG純電動巴士，在路況較平坦和寬闊的氹仔及路氹城區的道路進行載客測試，行駛E01路線，藉此測試有關車種的實際運作效能。
10月1日，維澳蓮運宣佈破產，政府組成小組公司接手經營維澳蓮運。
12月19日，開展第二階段電動巴士試驗計劃，是次將引進4部巴士，車型分別為東風揚子江WG6820BEVHM、比亞迪K9、安凱HFF6128G03EV及HFF6101K10EV電動巴士，測試時間為期一個半月，初步擬定兩條測試路線，一條主要行經塔石廣場、高園街、沙嘉都喇賈罷麗街等道路，而另一條路線則主要途經內港、沙梨頭、高士德、南灣及西灣等一帶道路，評估工作將深入探討電動車輛在本澳實際道路運行過程中的動力性能、燃料經濟性的特點及相應的節能減排效益。
2014年
7月1日，由新成立中資企業澳門新時代巴士取代維澳蓮運，並使用新合同。
2015年
10月1日，澳巴合同完成轉制。
11月，330架新福利巴士上安裝無線寬頻WIFI設施。
11月18日，澳巴、新時代共冋推出「澳門公共巴士」手機實時巴士到站資訊。
2016年
1月16日，新福利合同完成轉制。
4月29日，新福利全新巴士投入服務，車廂設有港澳首批USB充電插座。
8月，新福利向蘇州金龍購入澳門首批三門大巴。
2017年
5月，新福利向宇通客車購入澳門第二批三門大巴。
5月6日，新福利25路線縮短行程至路環市區，不再前往黑沙海灘。
8月23日，天鴿風災襲澳，對三家巴士公司大部分巴士遭受不同程度的損壞，同時關閘總站亦因為大部分設施受損而需要停用改建，預計2018年聖誕節前完工。
9月，原本以關閘為終點站的路線，全部以臨時分流站為總站。同時，26路線開始調整用車，由原本的小巴改為中巴行駛。
11月，新福利購入全澳第一輛宇通18米超長掛接大巴，之後在翌年1月行駛51路線。
2018年
4月21日，澳門巴士票價由根據路線地段收費澳門幣3.2-6.4元，改為所有路線統一收費澳門幣6元。
8月1日，澳巴與新時代合併，成為全澳最大的巴士公司，澳門巴士服務正式回復兩巴年代。另外，澳巴和新福利合同續期15個月。
10月24日，港珠澳大橋通車，港珠澳大橋穿梭巴士港澳線正式投入營運，另新增兩條巴士路線101X及102X往返港珠澳大橋澳門邊檢大樓至澳門半島市中心或氹仔市區。
12月1日，岐關與澳巴聯營之蓮花口岸專線巴士，調整票價至澳門幣6元，與澳門巴士收費看齊。
12月15日，關閘地下總站重開，部份路線遷回關閘總站。
2019年
5月27日，政府公報刊登行政長官批示，新增手機應用程式二維碼支付巴士車資。
6月7日，手機應用程式二維碼支付巴士車資服務正式啟用。
8月17日，青洲坊總站正式啟用，30、34路線調整至該站，16路線途經該站；9A、16路線調整至牧場街總站；菜園涌邊街總站更名為鄭觀應公立學校。
2020年
8月18日，由岐關與澳巴聯營之蓮花口岸專線分別於13:00及14:30開出尾班車；同日14:45，25B、50路線延伸橫琴口岸澳門口岸區；同日14:50新增701X路線；同日下午3時，橫琴口岸澳門口岸區啟用。
11月27日，73S路線開設，往返澳門大學至黑沙環。
11月30日，17S路線開設，往返新口岸／科英布拉街至關閘。
2021年
1月1日，新巴士合同正式生效，大部分路線將作調整。
8月7日，青茂口岸即將啟用，多條途經周邊的巴士路線作調整。
8月18日，71S路線開設，往返澳門大學至司打口。
10月16日，位於望廈社屋二期地面層的望廈總站正式啟用。
11月15日，25BS路線開設，往返橫琴澳方口岸至望德聖母灣。
12月2日，澳巴首批中通客車的增程電動巴士經由港珠澳大橋抵澳。車型包括11.3米LCK6113SHEVG三門大巴、9.8米LCK6980SHEVG中巴及7.5米LCK6759SHEVG小巴。
2022年
7月11日至22日，澳門因爆發大規模COVID-19疫情實施“相對靜止管理”，僅保留30條巴士路線以“特別專線”方式運作。
7月18日至22日，15S路線臨時開設，方便往返路環島偏遠地區居民在區內維持基本維生出行需要。
7月23日至8月8日，臨時增設5條特班車路線（21AS、27S、51AS、59S、MT4S），往返新城A區、九澳、離島醫院等主要地盤。
8月3日18時至8月5日，因恢復通關及關閘邊檢大樓停用，臨時增設兩條特別班次路線的101和102，分別由關閘和青茂口岸往返港珠澳大橋澳門邊檢大樓。
12月3日，媽閣交通樞紐正式啟用，位於地庫一層的巴士總站同日起正式運作，取代原設於西灣湖景大馬路海邊的“媽閣總站”。

#### 2023年
1月18日，位於路環石排灣12a地段地面層的聯生圓形地總站啟用。
4月29日，在港澳長假期期間，為疏導港珠澳大橋澳門邊檢大樓的入境旅客，101XS和102XS路線開設，以應對客流。
8月11日，巴士車資支付“乘車碼”升級為“聚易用＋”。
12月2日，配合輕軌氹仔線延伸至澳門半島媽閣站，新增一條由媽閣交通樞紐連接至青茂口岸及關閘的61路線，亦同時調整10A及5AX路線行程，並分別更名為60及65路線，以加快疏導從媽閣站前往皇朝區及口岸區的乘客。

### 2024年
4月25日，“乘車碼”功能擴展至支付寶（中國大陸及香港版），以及綁定非本地發行銀聯卡的銀聯雲閃付，但不設車資優惠及轉乘優惠。
6月8日至10日，臨時增設4條特別路線（3T、17T、21AT、26AT），往返新馬路、大三巴、路氹金光大道等旅游旺區。而17T、21AT、26AT路線在長假期和例假日及公眾假期期間繼續開設。
9月24日，“乘車碼”功能擴展至微信支付騰訊乘車碼（中國大陸及香港版），但不設車資優惠及轉乘優惠。
10月1日，澳門大橋正式通車，增設103X路線往返港珠澳大橋至氹仔客運碼頭，冀便利乘客轉乘澳門輕軌氹仔線。
12月4日：帶有交通聯合（全國交通一卡通互聯互通）標誌的全國通卡可於公共巴士上拍卡支付車資，但非澳門發行的全國通卡不享有車資優惠。

## 現行巴士車費

### 投幣或澳門通車費
- ^ ：所有使用澳門通繳費的乘客，均會獲得政府補貼票價差額。
- 以下所提及的行車區間，以乘客上車站點至該路線終點之間的區間計算，而非乘客上下車之間的區間。
- 以下收費均以澳門幣計算。
- 除了在成人陪同下，身高不超過一米的小童可豁免支付費用外，其他乘客如以現金支付巴士車資，均以全票票價計算。
- 為節日或運動賽事或為滿足特殊需要而設的路線可豁免支付車資。

- 由2024年4月25日起實施：

一般路線：
| 收費類別     | 收費類別                      | 收費類別             | 費用 |
| ------------ | ----------------------------- | -------------------- | ---- |
| 現金         | 現金                          | 現金                 | $6.0 |
| 境外支付工具 | 支付寶（內地及香港）          | 支付寶（內地及香港） | $6.0 |
| 境外支付工具 | 雲閃付 非綁定澳門銀聯卡       |                      | $6.0 |
| 境外支付工具 | 微信支付（內地及香港）        |                      | $6.0 |
| 境外支付工具 | 交通聯合 非澳門發行的全國通卡 |                      | $6.0 |
| 境內支付工具 | 澳門通                        | 全民卡               | $3.0 |
| 境內支付工具 | 澳門通                        | 學生卡               | $1.5 |
| 境內支付工具 | 澳門通                        | 長者卡               | 免費 |
| 境內支付工具 | 澳門通                        | 殘疾卡               | 免費 |
| 境內支付工具 | 聚易用＋                      | 聚易用＋             | $3.0 |

快線：
| 收費類別     | 收費類別                      | 收費類別             | 費用 |
| ------------ | ----------------------------- | -------------------- | ---- |
| 現金         | 現金                          | 現金                 | $6.0 |
| 境外支付工具 | 支付寶（內地及香港）          | 支付寶（內地及香港） | $6.0 |
| 境外支付工具 | 雲閃付 非綁定澳門銀聯卡       |                      | $6.0 |
| 境外支付工具 | 微信支付（內地及香港）        |                      | $6.0 |
| 境外支付工具 | 交通聯合 非澳門發行的全國通卡 |                      | $6.0 |
| 境內支付工具 | 澳門通                        | 全民卡               | $4.0 |
| 境內支付工具 | 澳門通                        | 學生卡               | $2.0 |
| 境內支付工具 | 澳門通                        | 長者卡               | 免費 |
| 境內支付工具 | 澳門通                        | 殘疾卡               | 免費 |
| 境內支付工具 | 聚易用＋                      | 聚易用＋             | $4.0 |

### 澳門通
電子化車票，適用於乘搭澳門新福利及澳巴的各線巴士（免費服務路線及蓮花口岸專線除外）。
2007年推出全新的澳門通，服務範圍由交通扣費，陸續拓展至包括便利店、超級市場、食肆、停車場等業務，也用作學校、辦公室和住所的通行卡。

### 巴士轉乘服務
新福利及澳巴均提供巴士轉乘服務，持澳門通卡或使用“聚易用＋”乘車碼的乘客，透過轉乘模式，用一程車費，可搭乘最多2程的路線，免除點對點路線服務的不足。

### 聚易用+
2019年5月27日，政府公報刊登行政長官批示，新增有關巴士車資支付方式的條文，以便日後乘客可透過手機應用程式的二維碼支付巴士車資，進一步方便乘客使用巴士服務。同年6月7日，澳門通股份有限公司旗下的手機電子錢包MPay 澳門錢包推出「乘車碼」服務，全澳所有公共巴士路線均覆蓋。
2021年1月，澳門金融管理局推出「聚合支付」 服務─「聚易用Simple Pay」，並於同年2月8日開展首階段“反掃聚合”試行，其後於同年3月31日開展“正掃聚合”試行，但“聚易用”僅可以在商戶中進行交易付款。但巴士電子支付不像澳門輕軌般，繼續由澳門通一市獨大，持續引起社會關注，而社會人士或市民最終希望將「聚易用」引入巴士支付系統中。
2023年4月中旬，在立法會口頭質詢大會上，澳門金融管理局行管會委員劉杏娟表示，正與交通事務局協調金融機構有序落實「聚易用」聚合支付服務延伸應用至乘搭公共巴士，相關機關正測試中，交通事務局會適時公布實施詳情。交通事務局局長林衍新表示，就巴士車資將可以使用“聚易用”支付，他指局方會積極配合澳門金融管理局協調有更多支付巴士車資模式，故對此非常歡迎，有信心在不遠將來會有更多付費選擇。局方較關注的是，新的支付會否令巴士運作時間延長。他們希望新支付可維持在約0.5秒完成掃碼，否則每班車時間延長，會加大影響市民。
2023年8月8日，政府公報刊登第122/2023號行政長官批示，修訂有關巴士車資支付方式的條文。澳門各金融機構客戶自8月11日起以“聚易用＋” 任一支付工具所生成的“乘車碼”支付巴士車資，均可享現有的巴士車資及轉乘優惠（長者、殘疾及學生優惠除外）。另外，交通事務局亦核准以已綁定澳門金融機構銀聯卡的銀聯“雲閃付”App所生成的銀聯制式“乘車碼”作為支付車資的電子方式。

### 境外移動支付及“交通聯合”
2023年7月15日起，在交通事務局統籌安排下，新福利及澳巴配合推行支付寶及微信支付掃碼支付車資的措施安排。兩間巴士公司於部分巴士站派工作人員為有需要乘客提供掃碼乘車試行服務，每程收取六元，不設轉乘優惠，不設找贖。有關措施分別於關閘總站、青洲坊總站、港珠澳大橋邊檢大樓、亞馬喇前地及橫琴澳方口岸（澳巴除外）五個主要巴士站，以試行方式利用支付寶及微信支付收取車資二維碼，供有需要的乘客使用。
2024年4月25日起，支付寶（包括中國大陸版及香港版），以及綁定非澳門本地發行銀聯卡的銀聯雲閃付；以及由同年9月24日起新增的微信支付（中國大陸及香港版）旗下的搭車碼小程序，均可使用乘車碼，於全澳公共巴士上掃碼支付車資，使用上述支付方式每程車資為6澳門元，不設車資優惠及轉乘優惠。
2024年12月4日起，全澳公共巴士接受由中國大陸及香港發行的「交通聯合」全國通卡支付車資，但非澳門發行的全國通卡暫未能享有車資優惠。

### 免費乘車日
2005年至2007年，為配合澳門格蘭披治大賽車舉行，政府為了鼓勵自駕人士使用公共交通工具出行，2005年推出為期兩天的巴士免費乘車日後，於2006年及2007年將上述免費措施擴展至四天，後來因引發社會不少爭議，最終由2008年起取消有關措施。
2024年10月1日，為慶祝中華人民共和國國慶節75周年紀念，兩間巴士公司（新福利及澳巴）聯合推出免費乘車日，是繼2007年後的再度舉行免費乘車日，於10月1日當天的首班車至尾班車期間，乘客乘坐巴士時無需支付車資。
2024年12月20日，為慶祝澳門特別行政區成立二十五周年紀念，特區公報刊登行政長官批示，於當天豁免乘客支付輕軌及公共巴士費用。

## 歷史巴士車費

### 投幣或澳門通車費
- ^ ：所有使用澳門通繳費的乘客，均會獲得政府補貼票價差額（蓮花口岸專線除外）。
- 以下所提及的行車區間，以乘客上車站點至該路線終點之間的區間計算，而非乘客上下車之間的區間。
- 以下收費均以澳門幣計算。
- 除了在成人陪同下，身高不超過一米的小童可豁免支付費用外，其他乘客如以現金支付巴士車資，均以全票票價計算。
- 為節日或運動賽事或為滿足特殊需要而設的路線可豁免支付車資。

由1998年8月21日至2000年3月27日實施
| 行車區間                   | 票價（澳門幣）   |
| -------------------------- | ---------------- |
| 澳門半島區內               | 2.5              |
| 氹仔區內                   | 2.2              |
| 路環區內                   | 2.2              |
| 澳門半島往返氹仔           | 3.3              |
| 澳門半島往返路環市區       | 4.0              |
| 澳門半島往返黑沙海灘、九澳 | 5.0              |
| 氹仔往返路環市區           | 2.8              |
| 氹仔往返黑沙海灘、九澳     | 2.8              |
| AP字頭機場巴士             | 6.0（過橋後4.0） |

由2000年3月28日至2003年5月18日實施
| 行車區間                   | 票價（澳門幣）   |
| -------------------------- | ---------------- |
| 澳門半島區內               | 2.5              |
| 氹仔區內                   | 2.2              |
| 路環區內                   | 2.2              |
| 澳門半島往返氹仔           | 3.3              |
| 澳門半島往返路環市區       | 4.0              |
| 澳門半島往返黑沙海灘、九澳 | 5.0              |
| 氹仔往返路環市區           | 2.8              |
| 氹仔往返黑沙海灘、九澳     | 2.8              |
| AP字頭機場巴士             | 6.0（過橋後4.0） |
| 蓮花口岸專線巴士           | 3.0              |

由2003年5月19日至2008年6月30日實施
| 行車區間                                                  | 票價（澳門幣） |
| --------------------------------------------------------- | -------------- |
| 澳門半島區內                                              | 2.5            |
| 氹仔區內                                                  | 2.2            |
| 路環區內                                                  | 2.2            |
| 澳門半島往返氹仔                                          | 3.3            |
| 澳門半島往返路環市區                                      | 4.0            |
| 澳門半島往返黑沙海灘、九澳                                | 5.0            |
| 氹仔往返路環市區                                          | 2.8            |
| 氹仔往返黑沙海灘、九澳                                    | 2.8            |
| 蓮花口岸專線巴士 （2005年9月17日至2007年4月30日暫停服務） | 3.0            |

由2008年7月1日至2008年10月14日實施
| 行車區間                   | 票價（澳門幣） | 長者車資優惠[^] |
| -------------------------- | -------------- | --------------- |
| 澳門半島區內               | 3.2            | 0.3             |
| 氹仔區內                   | 2.8            | 0.3             |
| 路環區內                   | 2.8            | 0.3             |
| 澳門半島往返氹仔           | 4.2            | 0.3             |
| 澳門半島往返路環市區       | 5.0            | 0.3             |
| 澳門半島往返黑沙海灘、九澳 | 6.4            | 0.3             |
| 氹仔往返路環市區           | 3.2            | 0.3             |
| 氹仔往返黑沙海灘、九澳     | 3.6            | 0.3             |
| 蓮花口岸專線巴士           | 3.0            | 不適用          |

由2008年10月15日至2008年11月30日實施
| 行車區間                   | 票價（澳門幣） | 學生車資優惠[^] | 長者車資優惠[^] |
| -------------------------- | -------------- | --------------- | --------------- |
| 澳門半島區內               | 3.2            | 1.5             | 0.3             |
| 氹仔區內                   | 2.8            | 1.5             | 0.3             |
| 路環區內                   | 2.8            | 1.5             | 0.3             |
| 澳門半島往返氹仔           | 4.2            | 1.5             | 0.3             |
| 澳門半島往返路環市區       | 5.0            | 1.5             | 0.3             |
| 澳門半島往返黑沙海灘、九澳 | 6.4            | 1.5             | 0.3             |
| 氹仔往返路環市區           | 3.2            | 1.5             | 0.3             |
| 氹仔往返黑沙海灘、九澳     | 3.6            | 1.5             | 0.3             |
| 蓮花口岸專線巴士           | 3.0            | 不適用          | 不適用          |

由2008年12月1日至2010年12月31日實施
| 行車區間                   | 票價（澳門幣） | 公交車資優惠[^] | 學生車資優惠[^] | 長者車資優惠[^] |
| -------------------------- | -------------- | --------------- | --------------- | --------------- |
| 澳門半島區內               | 3.2            | 2.0             | 1.5             | 0.3             |
| 氹仔區內                   | 2.8            | 2.0             | 1.5             | 0.3             |
| 路環區內                   | 2.8            | 2.0             | 1.5             | 0.3             |
| 澳門半島往返氹仔           | 4.2            | 2.5             | 1.5             | 0.3             |
| 澳門半島往返路環市區       | 5.0            | 3.0             | 1.5             | 0.3             |
| 澳門半島往返黑沙海灘、九澳 | 6.4            | 3.0             | 1.5             | 0.3             |
| 氹仔往返路環市區           | 3.2            | 2.5             | 1.5             | 0.3             |
| 氹仔往返黑沙海灘、九澳     | 3.6            | 2.5             | 1.5             | 0.3             |
| 蓮花口岸專線巴士           | 3.0            | 不適用          | 不適用          | 不適用          |

由2011年1月1日至2011年7月31日實施
| 行車區間                   | 票價（澳門幣） | 公交車資優惠[^] | 學生車資優惠[^] | 長者車資優惠[^] |
| -------------------------- | -------------- | --------------- | --------------- | --------------- |
| 澳門半島區內               | 3.2            | 2.0             | 1.0             | 0.3             |
| 氹仔區內                   | 2.8            | 2.0             | 1.0             | 0.3             |
| 路環區內                   | 2.8            | 2.0             | 1.0             | 0.3             |
| 澳門半島往返氹仔           | 4.2            | 2.5             | 1.0             | 0.3             |
| 澳門半島往返路環市區       | 5.0            | 3.0             | 1.0             | 0.3             |
| 澳門半島往返黑沙海灘、九澳 | 6.4            | 3.0             | 1.0             | 0.3             |
| 氹仔往返路環市區           | 3.2            | 2.5             | 1.0             | 0.3             |
| 氹仔往返黑沙海灘、九澳     | 3.6            | 2.5             | 1.0             | 0.3             |
| 蓮花口岸專線巴士           | 3.0            | 不適用          | 不適用          | 不適用          |

由2011年8月1日至2015年6月26日實施
| 行車區間                   | 票價（澳門幣） | 公交車資優惠[^] | 學生車資優惠[^] | 長者車資優惠[^] | 殘疾人士車資優惠[^] |
| -------------------------- | -------------- | --------------- | --------------- | --------------- | ------------------- |
| 澳門半島區內               | 3.2            | 2.0             | 1.0             | 0.3             | 0.3                 |
| 氹仔區內                   | 2.8            | 2.0             | 1.0             | 0.3             | 0.3                 |
| 路環區內                   | 2.8            | 2.0             | 1.0             | 0.3             | 0.3                 |
| 澳門半島往返氹仔           | 4.2            | 2.5             | 1.0             | 0.3             | 0.3                 |
| 澳門半島往返路環市區       | 5.0            | 3.0             | 1.0             | 0.3             | 0.3                 |
| 澳門半島往返黑沙海灘、九澳 | 6.4            | 3.0             | 1.0             | 0.3             | 0.3                 |
| 氹仔往返路環市區           | 3.2            | 2.5             | 1.0             | 0.3             | 0.3                 |
| 氹仔往返黑沙海灘、九澳     | 3.6            | 2.5             | 1.0             | 0.3             | 0.3                 |
| 蓮花口岸專線巴士           | 3.0            | 不適用          | 不適用          | 不適用          | 不適用              |

由2015年6月27日至2016年1月11日實施
| 行車區間                   | 票價（澳門幣） | 公交車資優惠[^] | 學生車資優惠[^] | 長者車資優惠[^] | 殘疾人士車資優惠[^] |
| -------------------------- | -------------- | --------------- | --------------- | --------------- | ------------------- |
| 澳門半島區內               | 3.2            | 2.0             | 1.0             | 0.3             | 0.3                 |
| 氹仔區內                   | 2.8            | 2.0             | 1.0             | 0.3             | 0.3                 |
| 路環區內                   | 2.8            | 2.0             | 1.0             | 0.3             | 0.3                 |
| 澳門半島往返氹仔           | 4.2            | 2.5             | 1.0             | 0.3             | 0.3                 |
| 澳門半島往返路環市區       | 5.0            | 3.0             | 1.0             | 0.3             | 0.3                 |
| 澳門半島往返黑沙海灘、九澳 | 6.4            | 3.0             | 1.0             | 0.3             | 0.3                 |
| 氹仔往返路環市區           | 3.2            | 2.5             | 1.0             | 0.3             | 0.3                 |
| 氹仔往返黑沙海灘、九澳     | 3.6            | 2.5             | 1.0             | 0.3             | 0.3                 |
| 蓮花口岸專線巴士           | 3.0            | 3.0             | 3.0             | 3.0             | 3.0                 |

由2016年1月12日至2018年4月20日實施
| 行車區間                   | 票價（澳門幣） | 公交車資優惠[^] | 學生車資優惠[^] | 長者車資優惠[^] | 殘疾人士車資優惠[^] |
| -------------------------- | -------------- | --------------- | --------------- | --------------- | ------------------- |
| 澳門半島區內               | 3.2            | 2.0             | 1.0             | 0.3             | 0.3                 |
| 氹仔區內                   | 2.8            | 2.0             | 1.0             | 0.3             | 0.3                 |
| 路環區內                   | 2.8            | 2.0             | 1.0             | 0.3             | 0.3                 |
| 澳門半島往返氹仔           | 4.2            | 2.5             | 1.0             | 0.3             | 0.3                 |
| 澳門半島往返路環市區       | 5.0            | 3.0             | 1.0             | 0.3             | 0.3                 |
| 澳門半島往返黑沙海灘、九澳 | 6.4            | 3.0             | 1.0             | 0.3             | 0.3                 |
| 氹仔往返路環市區           | 3.2            | 2.5             | 1.0             | 0.3             | 0.3                 |
| 氹仔往返黑沙海灘、九澳     | 3.6            | 2.5             | 1.0             | 0.3             | 0.3                 |
| 蓮花口岸專線巴士           | 5.0            | 5.0             | 5.0             | 5.0             | 5.0                 |

由2018年4月21日至2018年11月30日實施
| 路線種類         | 票價 | 公交車資優惠[^] | 學生車資優惠[^] | 長者車資優惠[^] | 殘疾人士車資優惠[^] |
| ---------------- | ---- | --------------- | --------------- | --------------- | ------------------- |
| 普通路線         | 6.0  | 3.0             | 1.5             | 免費            | 免費                |
| 快線（X字尾）    | 6.0  | 4.0             | 2.0             | 免費            | 免費                |
| 蓮花口岸專線巴士 | 5.0  | 5.0             | 5.0             | 5.0             | 5.0                 |

由2018年12月1日至2019年6月6日實施
| 路線種類         | 票價 | 公交車資優惠[^] | 學生車資優惠[^] | 長者車資優惠[^] | 殘疾人士車資優惠[^] |
| ---------------- | ---- | --------------- | --------------- | --------------- | ------------------- |
| 普通路線         | 6.0  | 3.0             | 1.5             | 免費            | 免費                |
| 快線（X字尾）    | 6.0  | 4.0             | 2.0             | 免費            | 免費                |
| 蓮花口岸專線巴士 | 6.0  | 6.0             | 6.0             | 6.0             | 6.0                 |

由2019年6月7日至2020年8月18日下午2時49分實施
| 路線種類         | 票價（澳門幣） | 公交車資優惠[^] | 澳門錢包車資優惠[^]        | 學生車資優惠[^] | 長者車資優惠[^] | 殘疾人士車資優惠[^] |
| ---------------- | -------------- | --------------- | -------------------------- | --------------- | --------------- | ------------------- |
| 普通路線         | 6.0            | 3.0             | 3.0                        | 1.5             | 免費            | 免費                |
| 快線（X字尾）    | 6.0            | 4.0             | 4.0                        | 2.0             | 免費            | 免費                |
| 蓮花口岸專線巴士 | 6.0            | 6.0             | 6.0（澳巴） 不支援（岐關） | 6.0             | 6.0             | 6.0                 |

由2020年8月18日下午2時50分至2021年12月10日晚上23時59分實施
| 路線種類      | 票價 | 公交車資優惠[^] | 澳門錢包車資優惠[^] | 學生車資優惠[^] | 長者車資優惠[^] | 殘疾人士車資優惠[^] |
| ------------- | ---- | --------------- | ------------------- | --------------- | --------------- | ------------------- |
| 普通路線      | 6.0  | 3.0             | 3.0                 | 1.5             | 免費            | 免費                |
| 快線（X字尾） | 6.0  | 4.0             | 4.0                 | 2.0             | 免費            | 免費                |

### 月票（已取消）
新福利儲值卡
為電子化月票，適用於乘搭澳門新福利的各線巴士（免費服務路線及蓮花口岸專線除外）。
首次申請需繳納卡行政處理費及制作費40圓。
每日都可購買，使用日為每月1日至當月底內通用。

## 巴士站牌

### 巴士站牌設計
- 2011年8月1日前款式
- 現時款式

### 巴士站樣式
- 臨時巴士站
- 臨時巴士站
- 臨時巴士站
- 臨時巴士站
- 臨時巴士站
- 遮蓋式巴士站
- 遮蓋式巴士站
- 前舊款法國遮蓋式電力公司巴士站
- 新款法國遮蓋式電力公司巴士站
- 遮蓋式巴士站
- 遮蓋式巴士站
- 與行人走廊融合一體的巴士站
- 扶輪社出資的巴士站
- 國際獅子會出資的巴士站
- 澳大專用的遮蓋式巴士站
- 大型室外轉乘站
- 大型室型轉乘站
- 澳大環校穿梭巴士站